# Ромни
Ромни́ (МФА: [roˈmn̪ɪ] ( прослухати)) — місто в Україні, центр Роменського району й Роменської міської громади в Сумській області. Лежить на високому плато, омитому з трьох боків водами річок Сула й Ромен. Лежить на історичному Посуллі. Первісна назва міста — Ромéн.
Є одним із провідних промислових центрів Сумщини. Поліграфічне обладнання (завод демонтовано), облицювальна цегла, нафтогазоустаткування, м'ясомолочні та борошняні вироби, одяг, взуття та гардинно-тюлеве полотно роменських підприємств широко відомі в Україні та за її межами.
В околицях Ромен, на горі Золотусі, 1937 року вперше в УРСР видобули нафту.
У ході російського вторгнення на Сумщину місто було частково окуповане. Місто було повністю звільнено від російських загарбників 31 березня 2022 року.

## Назва
У багатьох історичних документах, зокрема в давньоруських і козацьких літописах, гетьманських універсалах і царських указах, місто згадується як Ромен. Ця давня назва походить від однойменної річки, що в цій місцині впадає в р. Сула. Народна легенда пов'язує походження назви з «ромен-цвітом» — польовою ромашкою, що влітку вкриває білим килимом околиці міста й навколишні луки. Під літописним найменням місто фігурує й на багатьох українських, російських і західноєвропейських картах, у творах письменників (Тарас Шевченко, Іван Котляревський), працях відомих дослідників і краєзнавців (Олександр Потебня), усній народній творчості, місцевій пресі, офіційному і приватному листуванні.
У сучасному вигляді назва з'являється в російських документах починаючи з другої половини XIX століття. На думку доктора філологічних наук Тетяни Беценко, «... назва Ромни неправильна, витворення її як з погляду історичного, так і мовознавчого науково не виправдане». Втім, обидві форми назви вживалися паралельно до 40-х років XX століття.

## Географія
Місто Ромни розташоване на березі річки Сула в місці впадання в неї річки Ромен. До міста примикають села Герасимівка, Овлаші й селище Лучки.
Через місто проходять автомобільні дороги Н07, Т 1913, Р60 і залізниця (станція Ромни).

## Археологія
Здавна цю місцевість населяли люди. Їх перші сліди діяльності відносяться до палеоліту (приблизно 30-10 тис. років до н. е.). На території міста в яру Муховець відкрито палеолітичний осідок Муховець-I, вік якого може сягнути за 100 тис. років.
В VIII—X столітті тут існувало сіверянське поселення «Монастирище», саме унаслідок експедиції цього району отримала свою назву роменська культура.

## Історія
У часи Київської Русі місто-фортеця Ромен закривало північну частину Посульської оборонної лінії, початок будівництва якої за писемними джерелами поклав Володимир Святославич. Місто-фортеця Ромен захищало південно-східні кордони Київської Русі і згадується під 1096 р., де йдеться про один з епізодів біографії Володимира Мономаха і його похід проти половців.
Близько 1185 року половецький хан Кончак після перемоги над князем Ігорем захопив усі фортеці Посульської лінії, а в 1239 полчища Батия повністю зруйнували місто.
За Деулінським перемирʼям в 1618 р. Сіверщина, а також Чернігівщина та Смоленщина відійшли до Речі Посполитої, що дало поштовх до розвитку цих земель. Є лист канцлера Якуба Задзіка від 31 липня 1630 р., який переповідає історію Роменської волості після 1618 р. Спочатку нею володів князь Корецький (це ймовірно Самійло, родич князя Михайла Вишневецького, власника сусідніх Лубен). Цей С.Корецький страчений 1622 р. у Стамбулі. Після нього волостю заволодів Калиновський (це ймовірно Адам, староста брацлавський і вінницький). Йому канцлер по-дружньому і написав, що варто відмовитися від претензій на цю волость, бо це зашкодить його стосункам із королевичем Владиславом. І невдовзі представник адміністратора Сіверщини (королевича Владислава) польський шляхтич Щасний Вишель, титулований капітаном новгород-сіверським, займався упорядкуванням та заселенням пусток, в тому числі і роменської землі. 8 травня 1633 року до книги коронної метрики внесена грамота Щенсного Весселя, хорунжого новгородського, шляхтича, видана в Румно (варіант назви Ромни). Цим документом Вессель підтвердив введення Адама Казановського, коронного стольника, старости борисівського, у володіння містом Румно і маєтком, розташованим на річці Сула, в гирлі річки Румна, який він отримав від князя Владислава. Грант включав всю супутню власність - пусті городища: Дригайлово на річці Сула, Іваницьке на річці Терн та лісові масиви на річці Хорол.
У Визвольну війну 1648—1654 рр. роменці одні з перших вступили до війська Богдана Хмельницького. Через Ромен пролягав шлях московських послів до України та Переяслава.

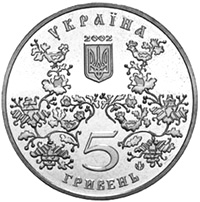
Ювілейна монета присвячена 1100-річчю міста (аверс)

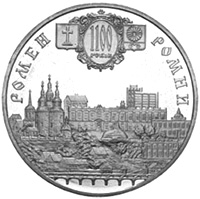
Ювілейна монета присвячена 1100-річчю міста (реверс)

Саме в Ромнах взимку 1707 року містилась ставка війська гетьмана України І. Мазепи і шведського короля Карла XII під час російсько-шведської війни, в ході якої вирішувалась доля Незалежності України. Але після перемоги цар Петро I наказав знищити місто й козаків у ньому. Про героїчну історію Ромен свідчить і древній герб міста. Так Роменська сотня і Міська ратуша ще з давніх часів мали печатку, на якій було зображено Голгофський хрест, зірку, півмісяць і літеру Р. За часів цариці Катерини II герб міста зазнав ревізії, і замість існуючого герба намалювали могилу з хрестом, що власне й уособлював древній Ромен після помсти Петра I. Але 27 серпня 2015 року, за ініціативи Роменського районового козацького товариства «Українське козацтво» рішенням сімдесят четвертої сесії Роменської міської ради VI скликання повернуто історичний герб та прапор міста.
Ромни були сотенним містом, з 1714 року місто входило до Лубенського, а якийсь час до Миргородського козацьких полків. Вигідне географічне положення на перехресті важливих міжнародних торговельних шляхів сприяють процвітанню міста в XVIII—XIX століттях як провідного економічного, культурного центру Лівобережжя, торгової столиці України. Російська цариця Катерина II засновує в Ромнах головну тютюнову контору.
За даними на 1859 рік у місті мешкало 5633 особи (2714 чоловічої статі та 2819 — жіночої), налічувалось 713 дворових господарств, існували 7 православних церков, 2 єврейські молитовні будинки, лікарня, богадільня, духовне, повітове та приходське училища, поштова станція та 7 заводів, відбувалось 3 ярмарки на рік.
До середини XIX сторіччя в місті відбувається славетний Іллінський ярмарок, на який з'їжджались до 120 тисяч осіб, а товарообіг сягав 10 млн карбованців. Іллінський ярмарок за своїм значенням у Російській імперії поступався тільки Нижньогородському.
До міста в 1874 році прокладається Любаво-Роменська залізниця, яка з'єднала Лівобережну Україну з Балтійським морем і сприяла значному економічному зростанню регіону. У Ромнах засновується один із перших в Україні механічний завод.
1904 року в Ромнах євреї становили 30 відсотків населення міста.
Ромни як повітовий центр в різні роки підпорядковувався Чернігівському намісництву, Малоросійській, Полтавській губерніям. В 1923—1931 рр. Ромен — центр округи, згодом районний центр Чернігівської, а з 1939 року — новоутвореної Сумської області.
Нечуваних страждань було завдано роменцям в роки встановлення більшовицької влади, двох світових війн, голодоморів та репресій. Під час організованого радянською владою Голодомору 1932—1933 років померло щонайменше 2274 жителі міста. У листопаді 2008 року неподалік від місця масового поховання встановлено пам'ятник жертвам Голодомору 1932—1933 років.
На сьогодні достеменно відомо, що під час Другої світової війни в Роменському районі діяв осередок ОУН (б). Крім того, у липні 1944 року на території Роменського та Недригайлівського районів оформилася невелика боївка УПА, яку очолював уродженець Роменського району Микола Цуб. Завданням загону було проведення збройних акцій проти установ та представників радянської влади, акцентуючи увагу на знищенні виключно тих колгоспних активістів, що були відомі своєї жорстокістю стосовно місцевого населення. Після дворічного панування німців, радянські війська зайняли Ромни 16 вересня 1943 року силами 163-ї Роменсько-Київської та 167-ї Сумсько-Київської дивізій. Тисячі роменців за роки війни нагороджені орденами і медалями, 16 стали Героями Радянського Союзу, серед них: легендарний розвідник К. Гнідаш, командир полку Г. Леньов, що викликав вогонь на себе при форсуванні річки Одер. В роменському небі в 1941 році вперше в світі був здійснений повітряний таран жінкою-льотчиком К. Зеленко, яка посмертно отримала звання Героя Радянського Союзу тільки через 20 років.
З 30 грудня 1962 року Ромен — місто обласного підпорядкування, до нього вливаються навколишні села: Засулля, Лозова, Процівка.

## Власники
- Вишневецький Михайло (батько Яреми Вишневецького)
- Адам Казановський
- Ярема Вишневецький

## Районування, вулиці і площі

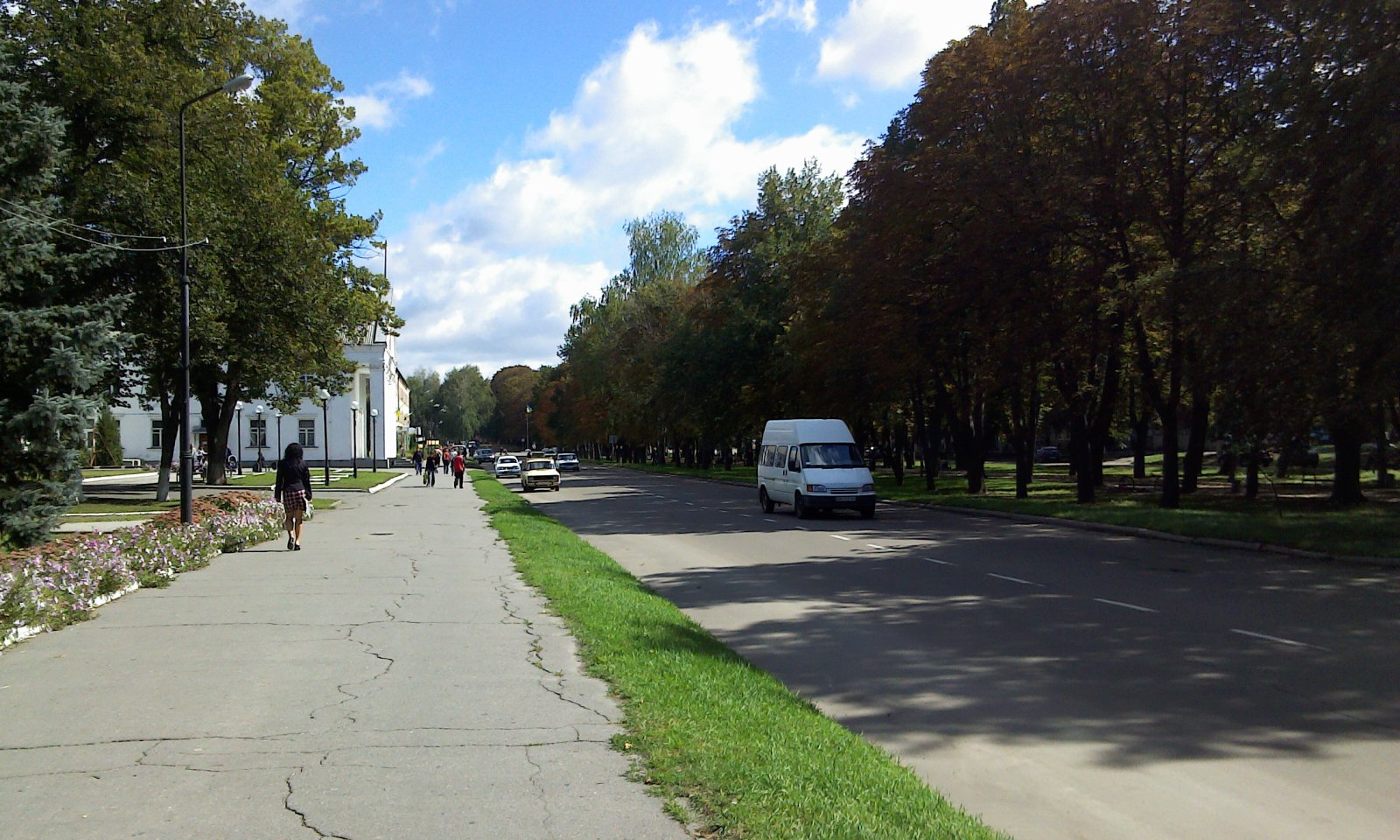
Бул. Тараса Шевченка

Ромни поділяються на три великі історичні райони:
- власне Ромни — центральна частина міста;
- Засулля — колишнє село, розташоване за р. Сулою, головна вулиця — Полтавська, головна площа місцевості — Засульська.
- Процівка — колишнє село, розташоване за р. Роменкою, головна вулиця — Конотопська.

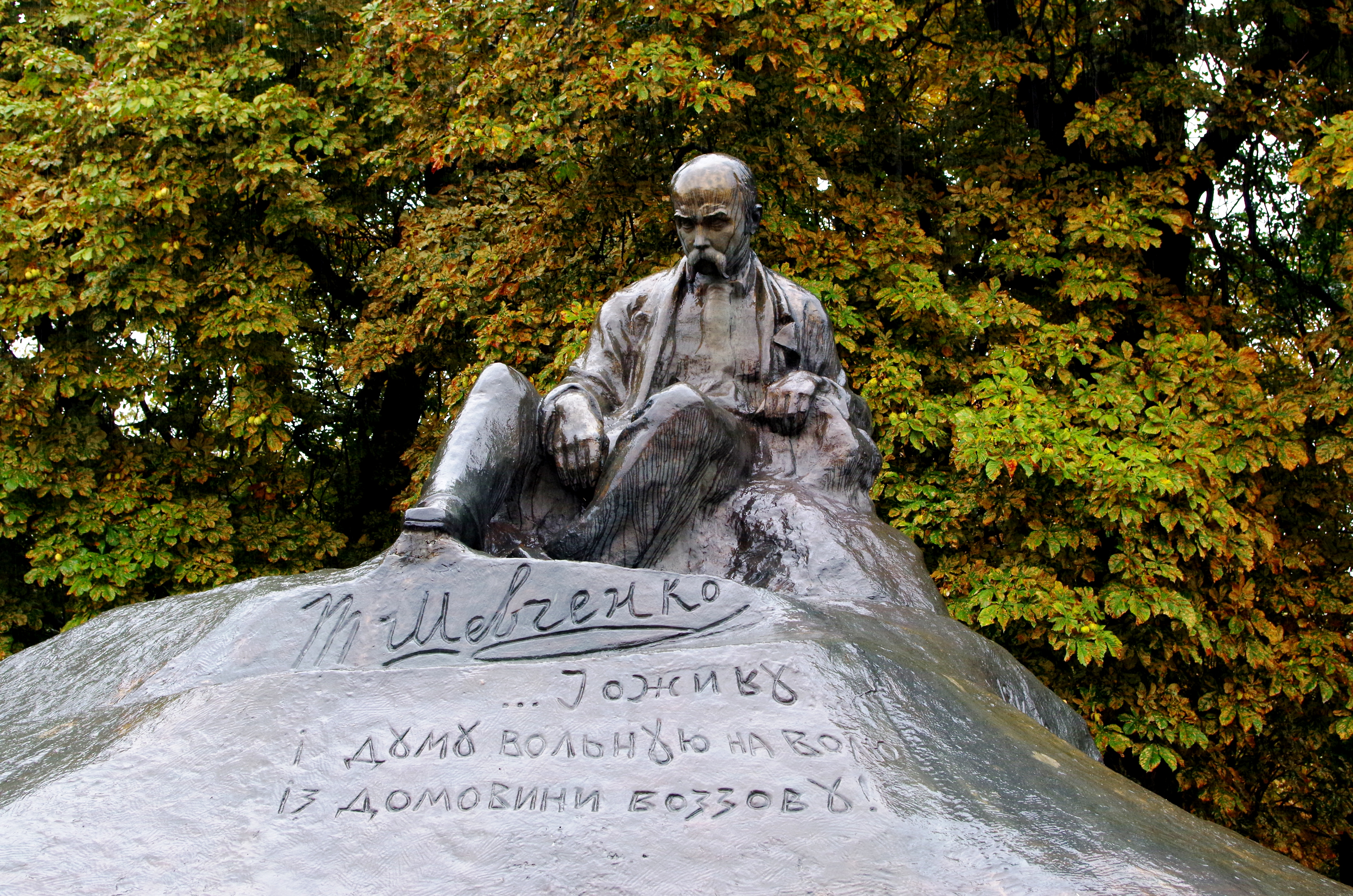
Монументальний пам'ятник Шевченку в Ромнах — один із перших у світі (1918)

Крім цих районів, можна виділити такі історичні місцевості Ромен: Лозова, Новолозівка, Каховка, Гелерщина, Бедюхова Дача, Овлаші (названа на честь найближчого села Овлаші).
Найбільші і найважливіші вулиці Ромен: центральна вулиця Соборна (за СРСР — вулиця Леніна), бульвари Тараса Шевченка, Свободи (до 2008 року бульвар Жовтневої Революції), Московський, вулиці Горького, Коржівська (до 2008 року — вулиця Карла Маркса), Монастирська, Гетьмана Мазепи (до 2008 року — вулиця Урицького), Гостиннодвірська, Прокопенка, Терновецька, Полтавська, Київська, Калнишевського (до 2006 року — вулиця Луначарського), Пригородська, Сумська, Конотопська, Мельникова, Маяковського, Берегова.
У Ромнах відносно багато площ — у середмісті Центральна площа, біля Роменського ринку — Базарна площа, Танкова площа, у Засуллі — Засульська площа (колишня Леніна), Вокзальна площа з розташованими на ній залізничним і автовокзалом. Часто вживаються назви площ, яких офіційно немає — площа Богдана Хмельницького (біля пам'ятника Б. Хмельницькому), площа Ленінського Комсомолу (біля колишнього кінотеатру імені Ленінського Комсомолу), площа Шевченка (біля пам'ятника Т. Г. Шевченку).

## Населення
У Роменській громаді зареєстровано майже 3000 переселенців станом на 23.01.2024 р.
За даними Головного управління статистики у Сумській області кількість наявного населення м. Ромни (міськради), за оцінкою, станом на 1 січня 2015 р. становила 41,8 тис. осіб, з них міських жителів — 41,4 тис. осіб (99,0 %), сільських — 0,4 тис. осіб (1,0 %).
Упродовж 2014 р. чисельність населення Роменської міськради зменшилася на  590 осіб: за рахунок природного скорочення — на 366 осіб, за рахунок міграційного — на 224 особи.
У 2014 р. в м. Ромни (міськраді) народилась 391 дитина, (у 2013 р. — 402 дитини), померло — 757 осіб, що на 43 особи більше, ніж у 2013 р.
У 2014 р. міграційне скорочення населення Роменської міськради склало 224 особи (у 2013 р. — 356 осіб).
У січні-лютому 2015 р.:
- кількість народжених склала 48 осіб (на 10 осіб менше, ніж у січні-лютому 2014 р.);
- кількість померлих — 122 особи (на 26 осіб менше, ніж у січні-лютому 2014 р.);
- число прибулих — 39 осіб (на 2 особи більше відповідного періоду минулого року);
- число вибулих — 58 осіб (на 6 осіб менше відповідного періоду минулого року).

### Національний склад
Розподіл населення за національністю за даними перепису 2001 року:
| Національність  | Відсоток |
| --------------- | -------- |
| українці        | 93,68%   |
| росіяни         |          |
| білоруси        | 0,31%    |
| інші/не вказали | 0,59%    |

### Мова
Розподіл населення за рідною мовою за даними перепису 2001 року:
| Мова            | Чисельність, осіб | Доля   |
| --------------- | ----------------- | ------ |
| Українська      | 46 462            | 93,95% |
| Російська       | 2 819             | 5,70%  |
| Білоруська      | 40                | 0,08%  |
| Вірменська      | 20                | 0,04%  |
| Інші/Не вказали | 113               | 0,23%  |
| Разом           | 49 454            | 100%   |

## Житловий фонд

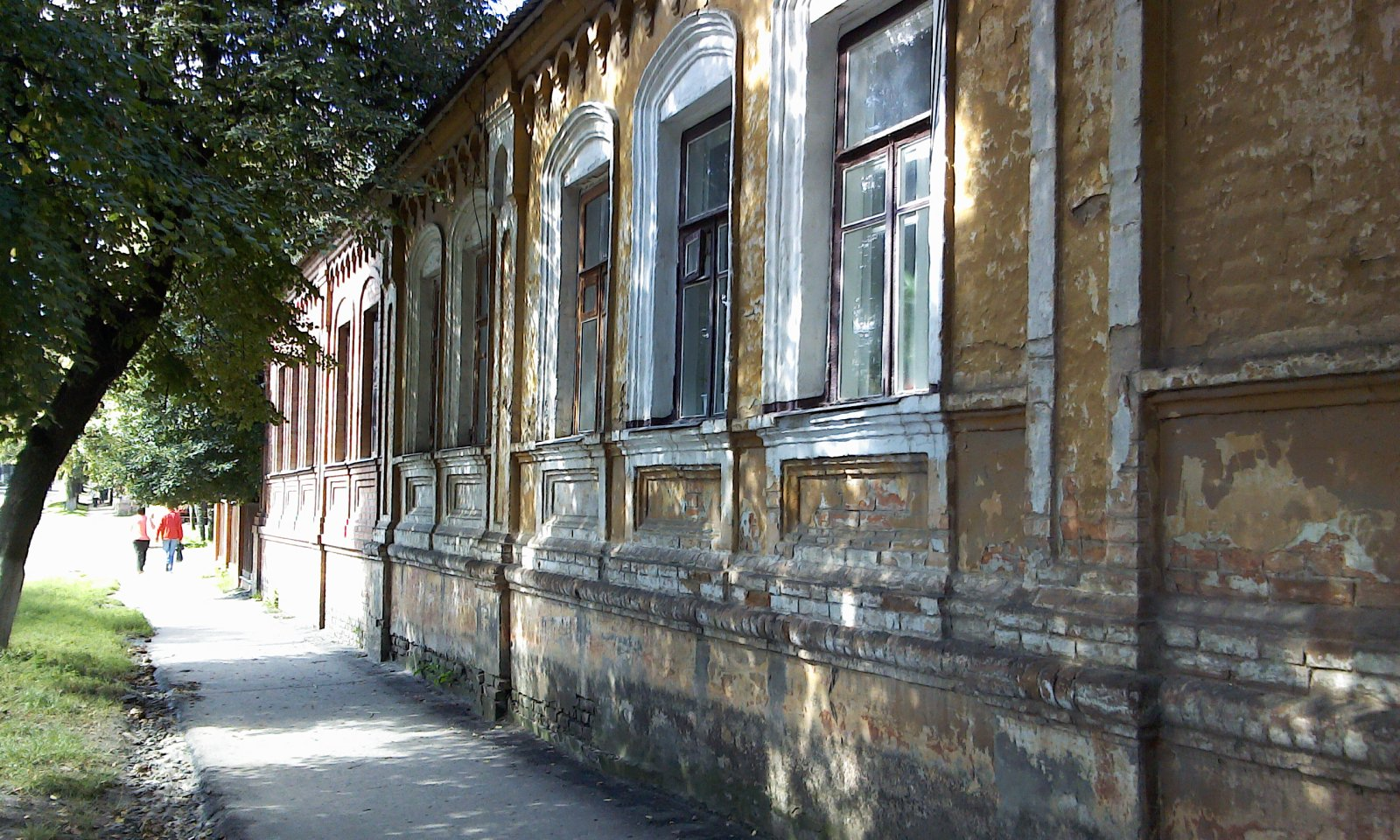
Будинок на вул. Коржівській

На 1 січня 2013 р. житловий фонд м. Ромни становив 1148,6 тис. м2 загальної площі. Житловий фонд міських поселень займав 99,2 % (1139,4 тис. м2) загальної площі.
В середньому на одного жителя міста приходилось 24,9 м2 загальної площі, у сільській місцевості, підпорядкованій міській раді цей показник склав 19,7 м2.
Частка приватного житлового фонду в загальному обсязі склала 96,1 %.
На кінець 2012 р. у місті нараховувалось 11097 житлових будинків та гуртожитків.

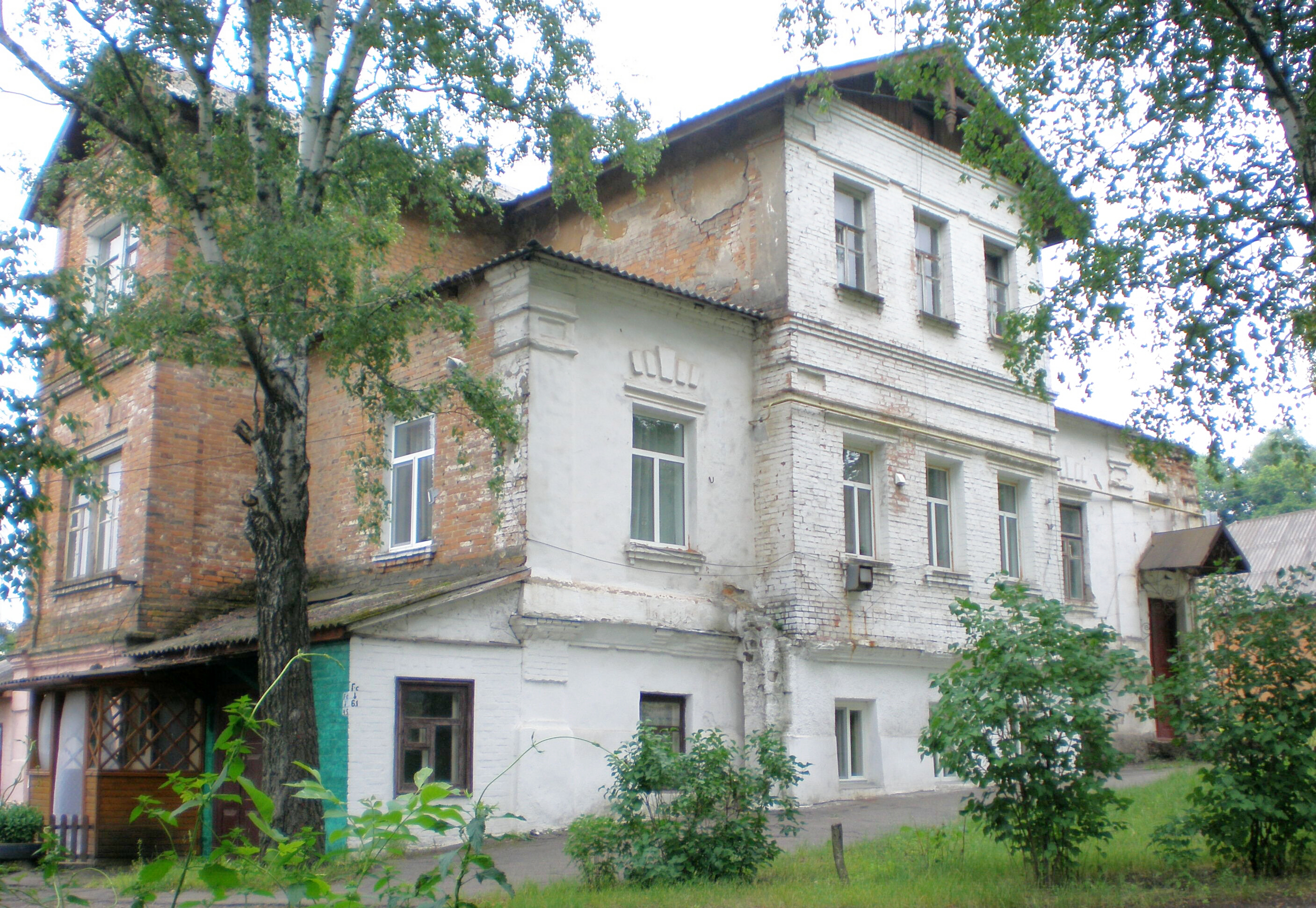
Житловий будинок на вул. Горького

У житлових будинках та у нежилих будівлях налічувалось 21618 квартир. Більшість з них двокімнатні (33,6 %), 30,7 % — трикімнатні, 27,1 % — однокімнатні, 8,6 % квартир мали чотири і більше кімнат.

## Економіка

### Промисловість і торгівля
На території міста в 2007 році працювало 13 великих підприємств різних галузей економіки, таких як легка промисловість, машинобудування, харчова промисловість, будівельна промисловість та виготовлення меблів. Найбільшу питому вагу в загальних обсягах виробництва по місту (станом на 2007 рік) мали підприємства легкої промисловості — 49,8 %, машинобудівельної галузі — 22,2 %, харчової промисловості — 16,4 %.
Роменські підприємства:
| - ТОВ «Роменський завод продовольчих товарів»; - ТОВ «Таланпром»; - РКВТО «Талан»; - ТОВ «Роменський завод „Тракторзапчастина“»; - ТОВ «Фірма ГТФ ЛТД»; - ДП ДАК «Хліб України» «Роменський комбінат хлібопродуктів»; - «Роменський молочний комбінат», філія ПП «Рось»; - «Роменський меблевий комбінат», виробничо-торговельне КП; - ПП «Спецкомплект»; - ПП «Будрезерв»; - ТОВ «Кондор»; - Відокремлений підрозділ Кременчуцького БМУ № 7 ДП *"Південна залізниця"; - «Роменське лісове господарство» ДП; - «Роменська друкарня, ДОЧП ЗАТ „Іса-інтерпапір“»; | - ПАТ «Завод Тутковського»; - ВАТ «Роменський пивоварний завод»; - ВАТ «Роменська ПМК 23»; - ВАТ «АТП-15948»; - ВАТ «Роменське підприємство „Агротехсервіс“»; - ТОВ «Техномашсервіс»; - ЗАТ «Підприємство „Київська Русь“»; - ВАТ «Роменський племсервіс „Сула“»; - ТОВ «Ганг-Д»; - ВАТ «Геотехніка»; - ПП «Будівельник-Газ»; - ПАТ «Роменська гардино-тюлева фабрика» - ТОВ «Роменське заводоуправління по виробництву будівельних метеріалів». |

У вказаний період (2007) у місті працювало близько 200 малих приватних підприємств, причому понад третина з них у сфері торгівлі.

Роменський ринок

Взагалі Ромни відомі ще у XVIII—XIX століттях як «торгова столиця» України, адже тут вирував славетний Іллінський ярмарок, який у Російській імперії був одним із найбільших. На ньому, зокрема, бував і великий поет Тарас Шевченко.
І нині (2000-ні) Ромни є великим торговельним центром — тут працюють Роменський ринок, численні магазини, бази і склади, не лише роздрібні, а й оптові та дрібнооптові. У місті представлені також головні українські мереживні рітейлери непродовольчих товарів, зокрема електроніки — «Техномаркет», «Фокстрот», «Діавест».
У м. Ромни існують (2014 р.) 2 офіційно зареєстрованих ринки, на яких торгують товарами змішаної групи. На ринках облаштовано 1620 торгових місць, що становить 100,0 % до 2013 р.
Обсяг оптового товарообороту підприємств оптової торгівлі м. Ромни за 2012 р. становив 63,5 млн грн, що на 39,3 % менше, ніж за 2011 р.
У структурі оптового товарообороту переважали непродовольчі товари — 65,4 %. Питома вага продовольчих товарів — 34,6 %.   
В обсязі оптового товарообороту реалізація товарів вітчизняного виробництва склала 93,0 %.   

### Сфера послуг
Мережа загальнодоступних закладів ресторанного господарства міста на початок 2015 року налічує 41 заклад на 1355 посадочних місць. Проти 1 січня 2014 року кількість закладів ресторанного господарства збільшилась на 1 одиницю, при цьому за рік в місті відкрито 4 нових заклади і закрилося 3 діючих.
Кількість посадочних місць в закладах за рік збільшилась на 57 одиниць.
Станом на 1 січня 2015 року забезпеченість населення міста посадочними місцями в загальнодоступних закладах ресторанного господарства з розрахунку на 1 тисячу жителів складає 30 місць, що становить 127,0 % від нормативу (норматив — 23 місця на 1 тис. жителів). Забезпеченість населення міста місцями в закладах ресторанного господарства досягла нормативу протягом 2010 року (станом на 01.01.2010 р. цей показник становив 96 %). За 2010—2013 рр. в місті відкрилось 15 закладів ресторанного господарства на 385 посадочне місце.
За формами власності 7 закладів на 270 п. м. належать юридичним особам, 34 на 1085 п.м. — фізичним особам — підприємцям.
Роздрібний товарообіг підприємств-юридичних осіб сфери ресторанного господарства м. Ромни за 9 місяців 2014 року склав 1224,4 тис. грн, що становить 92,1 % до аналогічного періоду 2013 року та 0,9 % загального обсягу товарообороту підприємств ресторанного господарства Сумської області.
На сьогодні в місті збережена мережа закритих закладів ресторанного господарства при навчальних закладах. В навчальних закладах міста (школи, ВПУ, коледжі) функціонує 11 їдалень та 3 буфети на 1487 посадочних місць. Із цих об'єктів 3 одиниці є власністю навчальних закладів, решту закладів обслуговують приватні підприємці.
 При промислових підприємствах функціонує лише їдальня на РКВТО «Талан».. 
Готельне господарство Ромен включає 2 комплекси (обидва 2*) — «Оазис» і «Флоріана».
У Ромнах станом на 2007 рік працювали 7 страхових компаній і 2 аудиторські фірми. Станом на квітень 2024 року в місті працює 11 відділень українських банків.
Для задоволення потреб роменців у послугах зв'язку в місті діє розвинена мережа телефонного магістрального, дротового та мобільного зв'язку.
Підприємствами м. Ромни, для яких надання послуг є основним видом діяльності, за січень-вересень 2013 р. реалізовано послуг усім категоріям споживачів (підприємств та населенню) на суму 24113,3 тис. грн. Обсяг послуг, реалізованих населенню по м. Ромни складає 11117,5 тис. грн (46,1 % — до загального обсягу наданих послуг).

### Зайнятість працівників на підприємствах
Середньооблікова кількість штатних працівників на підприємствах, в установах та організаціях м. Ромни за 2012 р. становила 12261 особу.
Протягом цього періоду залишили свої робочі місця 2546 працівників, а прийнято — 2660 працівників.
Кількість працюючих у режимі скороченого робочого дня (тижня) становила 1149 осіб (9,4 % до середньооблікової кількості штатних працівників).
Станом на 1 жовтня 2013 р. сума невиплаченої заробітної плати по м. Ромни становила 332,9 тис. грн, що заборгували своїм працівникам підприємства-банкрути.
У структурі невиплаченої заробітної плати в цілому по області на м. Ромни припадає 0,6 %.

## Будівництво
За січень-вересень 2013 р. забудовниками міста введено в експлуатацію 22 житлові будівлі загальною площею 3156 м2. Порівняно з січнем-вереснем 2012 р. будівництво житла зменшилось на 22,1 %. Усе житло введено в експлуатацію у міській місцевості. Із загального обсягу житла, побудованого у місті, 92,7 % або 3156 м2 введено індивідуальними забудовниками.
Крім того, з початку року введено в експлуатацію будівлю лікувально-профілактичних та оздоровчих закладів, магазини торговою площею 42,0 м2, місцеві водопровідні мережі протяжністю 0,6 км, споруду підприємств електро- та теплоенергетики потужністю 2,2 кВт.

## Транспорт

Роменський автовокзал

Місто має розгалужену транспортно-комунікаційну систему. Відстань до облцентру міста Сум становить 103 км (автошлях Н07).
Залізниця зв'язує місто з Дніпром, Сімферополем, Мінськом, Москвою, Санкт-Петербургом, через Ромни пролягають автошляхи від Курська, Сум, до Полтави, Києва.
Об'єкти транспортної інфраструктури Ромен — залізничний вокзал і автовокзал.
У місті діють маршрутні автобуси і маршрутки, в тому числі приміські, декілька служб таксі. Загалом станом на 2007 рік пасажирські перевезення на 35 маршрутах загального користування здійснювали 18 суб'єктів підприємництва — приватних перевізників, диспетчерські послуги надавало комунальне підприємство «Ромнитранссервіс», уповноважене міською радою здійснювати контроль за перевезеннями пасажирів автомобільним транспортом на міських автобусних маршрутах загального користування й звітувати на щомісячній основі.
У 2014 р. пасажирським транспортом перевезено 3038,4 тис. пасажирів міста, що становить 102,8 % до 2013 р.

## Охорона здоров'я

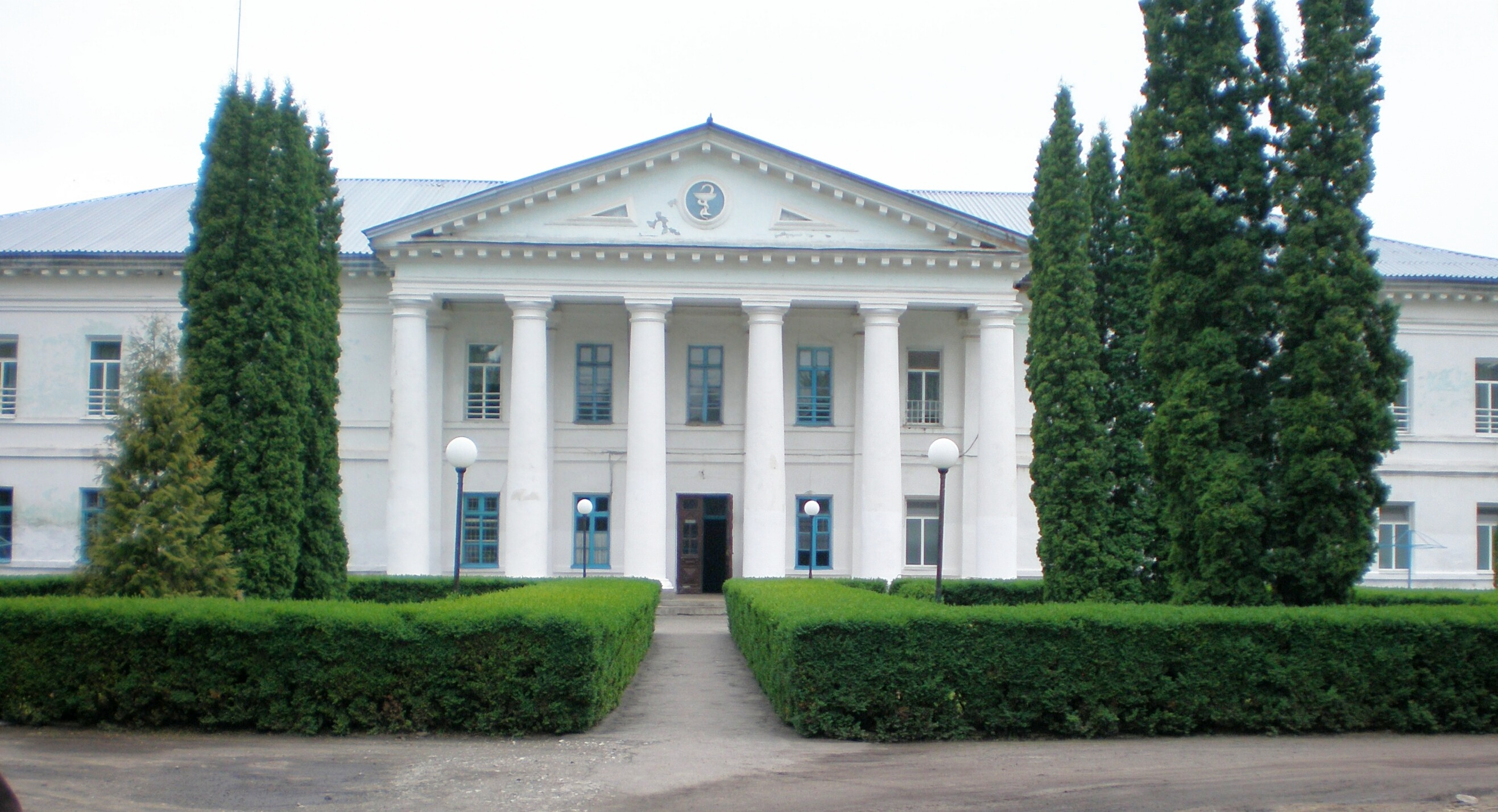
Перша обласна спеціалізована психіатрична лікарня № 1 (пам'ятка архітектури Богоугодний заклад)

Один з корпусів Роменської районної лікарі (пам'ятка архітектури Земська лікарня)

Медичну допомогу жителям Ромен надає Роменська районна лікарня, до складу якої станом на середину 2007 року входили стаціонарне відділення на 520 ліжок, поліклініки — доросла, дитяча, стоматологічна, жіноча консультація, протитуберкульозний диспансер, станція швидкої і невідкладної медичної допомоги. Санітарно-епідеміологічне благополуччя міста і району забезпечує районна санітарно-епідеміологічна станція.
У Ромнах у 2007 році працювали 14 аптек і 16 аптечних кіосків, 5 приватних стоматологічних кабінетів.
Також в Ромнах працює перша обласна психіатрична спеціалізована лікарня (800 ліжок).

## ЗМІ
На території Ромен виходять 3 друковані засоби масової інформації з місцевою сферою розповсюдження: «Вісті Роменщини», «Новий погляд Роменщини», «Тандем».
Станом на 2007 рік телекомунікаційні послуги в Ромнах надавали підприємства різних форм власності — ТРК КТ «Ідеал», ТОВ «ТРК РКТ», ПП «ТРК РКТ-2». ТОВ «Телерадіокомпанія „Спектр“» ретранслює на території міста та району FM-радіо. Працює комунальна міськрайонна радіостудія «Ромен».
Розвивається Інтернет — відомим міським інформаційно-довідковим вебпорталом Ромен є romny.info.

## Освіта

Роменська ЗОШ № 6 і вечірня школа

Саме в Ромнах на початку XIX століття відкрилося одне з перших в Україні повітових училищ. До революції (1917) в місті діяли комерційне, духовне, реальне училище, жіноча гімназія.
Станом на 2014 рік у місті діють 10 дошкільних початкових закладів, 12 загальноосвітніх навчальних закладів, вечірня школа і міжшкільний навчальний виробничий комбінат.
На кінець 2014 р. у м. Ромни чисельність дітей у дошкільних навчальних закладах складала 1862 осіб, що на 24 особи (1,3 %) більше, порівнюючи з минулим роком. Наявність місць у дитячих садках по м. Ромни складає 1352 одиниць.  
У 13 загальноосвітніх навчальних закладах міста Ромни на початок 2013/2014 навчального року кількість вчителів становить 426 осіб, а кількість учнів — 4410 осіб.  
Школи міста:
- Спеціалізована загальноосвітня школа I-III ступенів № 1 ім. П. І. Калнишевського;
- Спеціалізована загальноосвітня школа I-III ступенів № 2 ім. А. Ф. Йоффе;
- Роменська загальноосвітня школа I-III ступенів № 3;
- Роменська загальноосвітня школа I-III ступенів № 4;
- Роменська загальноосвітня школа I-III ступенів № 5;
- Роменська загальноосвітня школа I-III ступенів № 6;
- Роменська загальноосвітня школа I-III ступенів № 7;
- Роменська загальноосвітня школа I-III ступенів № 8;
- Роменська загальноосвітня школа I-III ступенів № 9;
- Роменська загальноосвітня школа I-III ступенів № 10;
- Роменська загальноосвітня школа I-III ступенів № 11;
- Роменська загальноосвітня школа I-III ступенів для дітей сиріт і дітей, позбавлених батьківського піклування ім. О. А. Деревської;
- Роменська загальноосвітня вечірня школа III ступеня.

Заклади позашкільної освіти міста: дитяча музична школа, центр позашкільної роботи, декілька художніх та літературних студій.
Вищу освіту в Ромнах можна здобути у двох вищих навчальних закладах I-II рівнів акредитації:
- Роменський коледж Державного вищого навчального закладу «Київський національний економічний університет імені Вадима Гетьмана»[22] (вул. Горького, 250)
- Роменський коледж державного вищого навчального закладу «Сумський національний аграрний університет»[23] (вул. Горького, 56-A).

## Культура

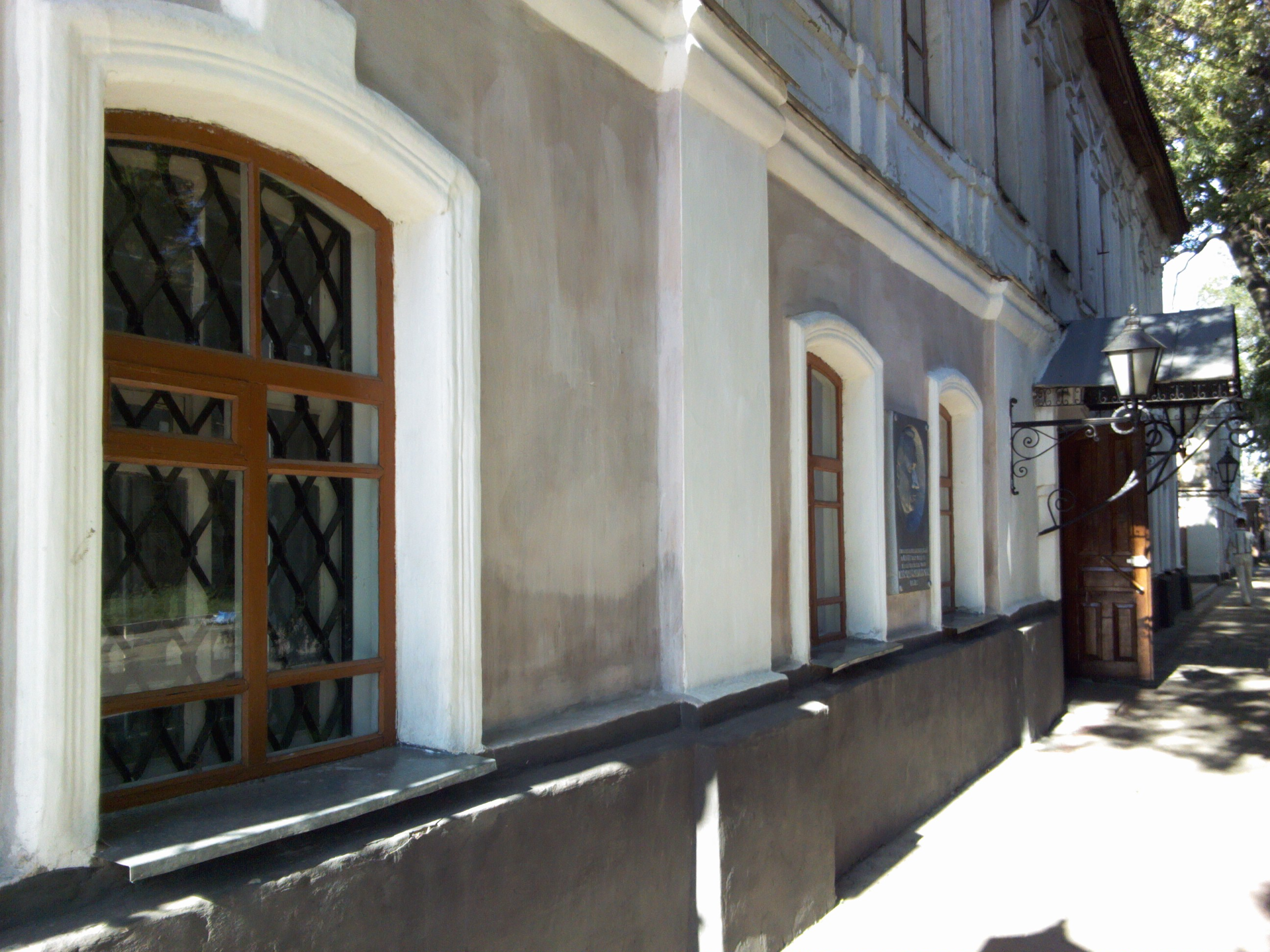
Біля Роменського краєзнавчого музею (вул. Миколаївська, 10)

Міський центр культури і дозвілля

Ромни зберігають славу культурно-мистецького і духовного осередку Посулля. Впродовж XIX — на початку XX століття місто мало три драматичні театри (в тому числі Роменський пересувний робітничо-селянський театр), капелу ім. Леонтовича, 12 православних церков, костел, 4 синагоги, публічну бібліотеку.
Заклади культури сучасних Ромен:
- Міський центр культури і дозвілля;
- Роменський краєзнавчий музей — заснований у 1919 році) є нині одним з найкращих у регіоні — має значне цінне зібрання матеріалів з природи, історії та культури міста і Посулля (близько 40 тис. експонатів, 10 тисяч фоліантів);
- Міський парк культури та відпочинку імені Т. Г. Шевченка;

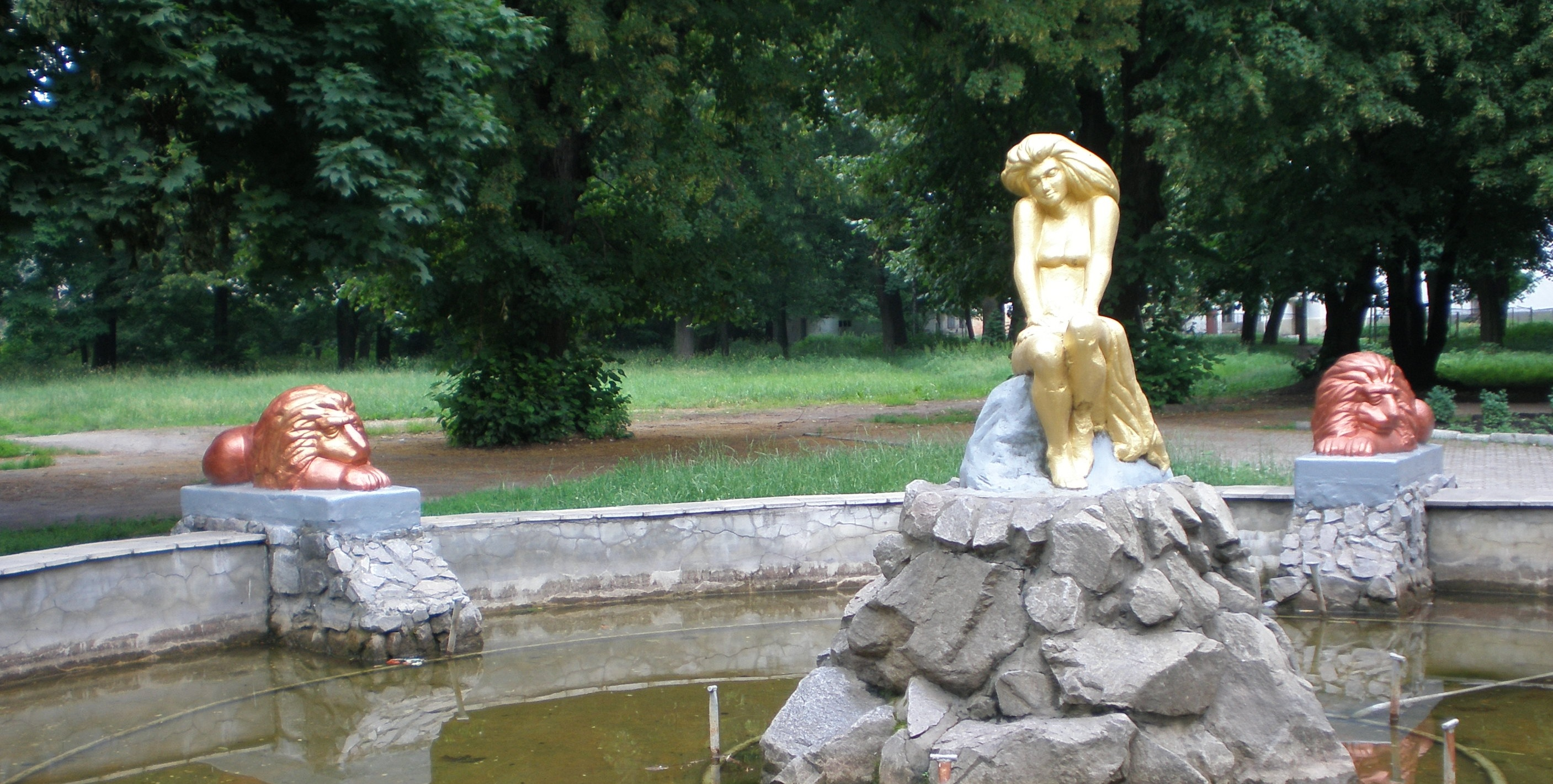
Фонтан у парку культури та відпочинку ім. Т. Г. Шевченка

- Фонтан у парку культури та відпочинку ім. Т. Г. Шевченкаміська централізована бібліотечна система — об'єднує 5 бібліотек: для дорослих з філіалом, для дітей з філіалом і сімейного читання[24]. Також діють інші бібліотеки, зокрема шкільні.

## Природа
На території міста розташовані три парки-пам'ятки садово-паркового мистецтва: Огнівщина, Пивний ліс, Роменський парк. Див. також: 200-річні дуби, Роменський гай, Урочище Бедюхова Дача, Урочище Звездюкове.

## Спорт

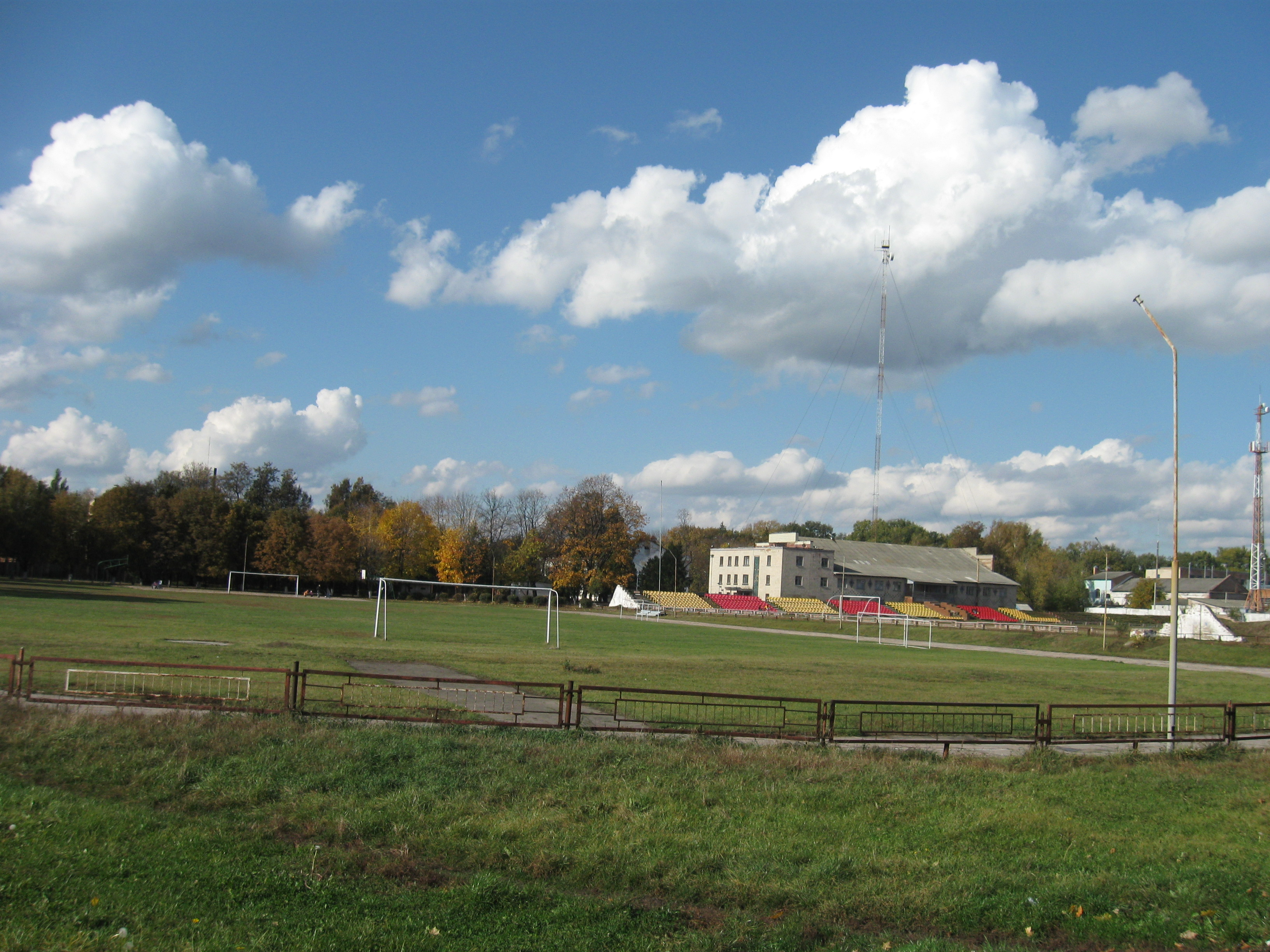
Спорткомплекс ім. В. Окіпного

Пріоритетними видами спорту в Ромнах є футбол, легка атлетика, боротьба дзюдо.
У місті працюють 3 спортивні школи, головним інфраструктурним об'єктом з розвитку спорту в Ромнах є спортивний комплекс імені Володимира Окіпного (колишній «Електрон», як і ФК «Електрон») у середмісті.
В червні 2007 року у фіналі Чемпіонату України з футболу серед дитячо-юнацьких команд (вікова категорія 15 років) команда міста Ромни стала Чемпіоном України.

## Релігія
У Ромнах діють численні релігійні громади, але першість традиційно мають православні:
- Християнські церкви та громади Ромен:

православні церкви УПЦ МП:
1. Василівська церква (Базарна площа, 15);
2. Вознесенська церква (вул. Соборна, 25);
3. Троїцька церква (вул. Гоголя, 76);
4. Святодухівська церква (Базарна площа, 15);
5. Церква Олександра Невського (приміщення немає).

Православні церкви  ПЦУ:
1. Петропавлівська церква (вул. Петропавлівська, 14);
2. Храм Різдва Пресвятої Богородиці (вул. Птіцина, 19);
3. Свято-Володимирівська церква (вул. Леоніда Полтави, 12);
4. Пантелеймонівська церква (вул.Київська)
5. Покровська церква (Базарна площа, 23, кв.5);
6. Всіхсвятська церква (вул. Дудіна, 4);
7. Храм Марії-Магдалини (б-р Московський, 29);

Римсько-католицька громада:
1. Релігійна громада Непорочного зачаття Пресвятої Діви Марії Римсько-католицького костьола (вул. Горького, 246);

- Протестантські громади:

1. ЄХБ (вул. Механізаторів, 42);
2. Християнської Церкви «Повного Євангелія» «Сили Божої любові» (вул. Гагаріна, 10 / Щучки, 9);
3. Адвентисти 7-го дня (вул. Берегова, 64а);
4. Свідки Єгови (вул. Всіхсвятська, 3);
5. Громада християн віри євангельської-п'ятидестників «Ковчег спасіння» (вул. Залізнична, 143/1 (будинок молитви));
6. Релігійна громада євангельських християн церкви Повного Євангелія «Ковчег» (б-р Московський, 11);
7. Громада християн віри євангельської п'ятидесятників (нереєстрована, вул. Горького, 138, кв.1-2);
8. Релігійна громада християн церкви Повного Євангелія «Царство Боже» (вул. Сумська, 1, кв.112);
9. ЄХБ. Церква «Благодать» (вул. Аптекарська, 19);

- Інші громади:

1. Роменська міська юдейська релігійна громада (1-й провул. вул. Коржівська, 28, кв. 1).

## Архітектура

Історична будівля в середмісті по вул. Свободи, 28

Від минулих віків збереглися визначні архітектурні ансамблі: Святодухівський собор, Вознесенська церква, будівлі колишніх реального, міського та духовного училищ, жіночої гімназії, богоугодного закладу, повітового казначейства, поштово-телеграфної контори, міської думи, земської лікарні; на території міста і в його околицях є археологічні пам'ятки. Величезну спадщину залишив Ромнам пан Бедюх, який працюючи у місті нотаріусом обслуговував угоди «Ільїнського ярмарку» та цукрозаводчиків Терещенка і Харитоненка, — дотепер збереглися його будинки «контора» (адмінбудівля Роменської райспоживспілки та «бедюхова дача» — житловий будинок і літній дитячий табір.
Центральна вулиця Ромен — широка Соборна (за СРСР — Леніна), особливістю географії міста є його оригінальне розташування на пагорбах, вуличне планування — достатньо широкі бульвари, які сходяться на доволі великих площах. Ромни по праву пишаються великим центральним міським парком у самому середмісті — Центральний парк відпочинку імені Т. Г. Шевченка. На околицях міста розкинулись 2 пам'ятки садово-паркового мистецтва — «Пивний ліс» і «Огнівщина».
Про багатовікову історію Ромен свідчать численні пам'ятники. Серед них: один із перших у світі монументальний пам'ятник Тарасу Шевченку, побудований роменцем, всесвітньо відомим скульптором і кінорежисером Іваном Кавалерідзе на згадку про перебування Кобзаря на Роменщині, монумент Матері-героїні Олександрі Деревській, яка всиновила і виховала 48 дітей-сиріт різної національності; пам'ятники останньому кошовому Запорізької Січі Петру Калнишевському, більшовицькому командарму, учаснику нападів на регулярні війська УНР Івану Федьку, свині 2000 року.
У місті Ромни на обліку перебувають 25 пам'яток архітектури.

## Пам'ятки архітектури
| №  | Пам'ятка                                                                                         | Датування                    | Місцезнаходження           |
| -- | ------------------------------------------------------------------------------------------------ | ---------------------------- | -------------------------- |
| 1  | Банк                                                                                             | XIX ст.                      | вул. Соборна, 1.           |
| 2  | Богоугодний заклад Флігелі; Огорожа з кордегардіями.                                             | 1824—1826 (шпиталь)          | Московський б-р, 29.       |
| 3  | Вознесенська церква з дзвіницею                                                                  | 1795—1895                    | вул. Соборна, 16.          |
| 4  | Всіхсвятська церква                                                                              | 1866—1873                    | вул. Дудіна, 4             |
| 5  | Дача Бедюха                                                                                      | 1905                         | вул. Терновецька, 93.      |
| 6  | Духовне училище                                                                                  | 1885                         | вул. Монастирська, 8.      |
| 7  | Житловий будинок                                                                                 | 1926—1927                    | вул. Луначарського, 50.    |
| 8  | Житловий будинок залізничників                                                                   | 1938                         | вул. Коржівська, 6.        |
| 9  | Житловий будинок Паневіна                                                                        | XVIII—XIX ст. (архіт.).      | вул. Щербакова, 2.         |
| 10 | Жіноча гімназія                                                                                  | 1848                         | вул. Пушкіна, 15.          |
| 11 | Земська лікарня                                                                                  | 1905—1907                    | Московський б-р, 24.       |
| 12 | Комплекс пам'яток: Місце проведення Іллінського ярмарку, торгові ряди Гостиннодвірського майдану | XVII—XIX ст. (іст., архіт.). | площа Базарна              |
| 13 | Костел                                                                                           | 1906                         | вул. Горького, 246         |
| 14 | Купецький торговельний будинок                                                                   | 1910                         | б-р Свободи, 28.           |
| 15 | Міське училище                                                                                   | 1895                         | вул. Соборна, 43.          |
| 16 | Народне училище                                                                                  | 1805                         | вул. Соборна, 33.          |
| 17 | Особняк                                                                                          | XIX ст.                      | вул. Аптекарська, 4.       |
| 18 | Особняк Вахрамєєва                                                                               | 1910 (архіт.).               | вул. Аптекарська, 6.       |
| 19 | Паровий млин Рубінчика                                                                           | 1905 (архіт., іст.).         | вул. Горького, 106.        |
| 20 | Повітова скарбниця                                                                               | 1820                         | вул. Соборна, 45.          |
| 21 | Поштова контора                                                                                  | 1820                         | вул. Соборна, 35.          |
| 22 | Роменське відділення Державного банку                                                            | 1915                         | вул. Миколаївська, 19, 21. |
| 23 | Святодухівський собор з теплою церквою                                                           | 1747—1867                    | пл. Базарна, 15            |
| 24 | Торгові ряди                                                                                     | 1864                         | вул. Гетьмана Мазепи       |
| 25 | Школа № 3                                                                                        | 1935                         | б-р Шевченка, 16.          |

## Міжнародне співробітництво
Ромни підтримують економічні і культурні зв'язки з містами за кордоном: Саскатуном (Канада), Бялою Слатиною (Болгарія), Лонгв'ю (Техас, США). У 1999 році Ромни стали партнером останнього у рамках Українсько-американської програми «Партнерство громад для поширення досвіду місцевого самоврядування».
Протягом 2006 року створено: «Клініку, дружню до молоді», на базі якої діє телефон довіри (2-24-97) та Інформаційно-ресурсний центр, головною метою якого є підвищення спроможності недержавних громадських організацій надавати якісні соціальні послуги населенню. Спільно з ЮНІСЕФ у місті реалізується проєкт «Ромни — місто дружнє до дитини», в рамках якого створено та діє Дитяча дорадча рада.
Європейський союз спільно з Держжитлокомунгоспом України розробив проєкт TACIS «Підтримка комунальних господарств в Україні», і місто Ромни ввійшло в десятку міст для яких, згідно з проєктом ТАСІС, був розроблений бізнес-план, який надалі буде використаний для отримання інвестицій, у тому числі для залучення грантів від Європейської Комісії, — заключну презентацію бізнес-плану було проведено 19 грудня 2006 року в Києві.
В рамках програми «Любуське воєводство — Сумська область, так далеко і близько» у листопаді 2008 року підписано лист про наміри на співпрацю з містом Жарами (Польща).

## Відомі люди

Будинок у Ромнах, де жив І. П. Кавалерідзе

Див. також: Категорія:Персоналії:Ромни
Роменщина — батьківщина визначних діячів — театрального мистецтва: Г. Затиркевич-Карпинської, Г. Шерей, В. Яременка, І. Воликівської, С. Шкурата; засновників Московського камерного та Роменського драматичного театрів О. Таїрова, І. Кавалерідзе, автора славетного «Запорізького маршу» Євгена Адамцевича; музичного мистецтва: І. Ганзбурга, І. Шварца
Слава роменських художників XVIII століття Г. Стеценка, золотаря Ф. Скидана в XIX—XX століттях продовжили відомі митці М. Бут, Євдоким Мінюра, Я. Оришко, В. Коровчинський та інші.
Наукового олімпу досягла слава роменських вчених академіків фізиків А. Йоффе і С. Тимошенка, медиків І. Савченка, К. Рожалина, В. Чаговця, О. Скоромця, хіміка І. Скрипаля, філософа П. Редькіна.
Ромни — батьківщина Бориса Антоненка-Давидовича — українського письменника, воїна Армії УНР та Бальме Якова Васильовича — полковник Армії Української Народної Республіки.
В Роменській духовній школі протягом 1888—1898 навчався видатний український педагог Григорій Ващенко.
Тут народився Ромен Левко (1893—1981) — український поет. Псевдонім, справжнє прізвище Ковальський Степан.

### Відомі особистості пов'язані з Ромнами

#### Відомі уродженці
- Анатолій Аксамитний (1884—1931) — український інженер, професор, співавтор проєктів найбільших водоканалів СРСР, головний інженер будівництва Волго-Донського, Біломоро-Балтійського каналів.
- Анатолій Андрущенко (нар. 1947) — український скульптор, графік, роботи зберігаються в декількох музеях.
- Борис Антоненко-Давидович (1899—1984) — український письменник, дослідник проблем розвитку й культури української мови, лауреат Державної премії ім. Т. Г. Шевченка, репресований. (Народився в Засуллі (тепер Ромни)).
- Хаїм Арлозоров (1899—1933) — єврейський політик, лідер сіоністського руху.
- Віталій Башта (1937—1993) — український лісівник, заслужений лісівник УРСР.
- Іван Бер (1764—1842) — російський лікар.
- Білогруд Ігор Михайлович (1916—1992) — український композитор і піаніст, засновник і керівник музичної студії в США, аранжував музику для мандолінного ансамблю.
- Білоконь Максим Віталійович (1997—2022) — солдат Збройних сил України, учасник російсько-української війни, Герой України (посмертно).
- Братусь Ніна Василівна (1926—2002) — український лікар-фізіолог.
- Борисяк Олексій Олексійович (1872—1944) — український геолог, палеонтолог, академік АН СРСР, лауреат Державної премії СРСР.
- Йосеф Бреславі (1896—1972) — ізраїльський географ та краєзнавець.
- Микола Варадінов (1817—1888) — редактор, історик, правознавець, доктор права і філософії.
- Андрій Вікашевич (1858—1922) — український шляхтич, філантроп, меценат (заповів на користь міста велику ділянку землі).
- Василь Волгай (1903—1937) — українець, із сім'ї кустаря, колишній член ВКП(б), асистент з курсу історії народів СРСР у Вологодському педінституті в 1934—1935 рр. Засуджений: Особливою нарадою при НКВС СРСР 28 вересня 1935 р. за «контрреволюційну троцькістську діяльність» на 5 років ВТТ. Відбував покарання у Соловках. Особливою трійкою УНКВС ЛО 9 жовтня р. засуджений до найвищої кари. Розстріляний 2 листопада 1937 р. в Карелії (Сандармох).
- Ірина Воликівська (1902—1979) — народна артистка УРСР, співачка (народилася в с. Засулля (тепер Ромни)).
- Андрій Волошенко (1883—1953) — український архітектор, живописець (народився в с. Процівка (тепер Ромни).
- Веніамін Брискін (1906—1982) — український і російський художник-графік, плакатист. Заслужений художник РРФСР (1967).
- Георгій Гальченко (1919—1989) — радянський фізикохімік.
- Петро Горбань (1923—1924 — 1970)) — український історик, літератор.
- Леонід Горєв (1939—1999) — український гідрогеолог, гідрохімік, доктор географічних наук, професор Київського національного університету імені Тараса Шевченка.
- Губергріц Макс Мойсейович (1886—1951) — лікар-терапевт, професор, академік, заслужений діяч науки.
- Гурська Нонна Василівна (1932—2012) — народна артистка України.
- Давиденко Констянтин Сергійович (1923—2004) — радянський льотчик, учасник Німецько-радянської війни на боці СРСР. Герой Радянського Союзу (1945).
- Димшиц Едуард (нар. 1960) — кандидат мистецтвознавства, куратор приватних колекцій, колекціонер.
- Зеленський Валерій Андрійович (нар. 1939) — кандидат економічних наук, меценат, надає допомогу навчальним закладам Ромен, засновник конкурсу «Юні таланти Роменщини» 1998—2008 рр.
- Зосенко Валерій Купріянович (1939—2010) — художник, уродженець м. Ромни.
- Йоффе Абрам Федорович (1880—1960) — вчений, знаний як «батько радянської фізики», академік, віце-президент АН СРСР.
- Каган Наум Йосипович (1918—1963) — радянський металург, винахідник.
- Коваленко Олександр Михайлович (1875—1963) — український вчений і політичний діяч, письменник.
- Кузуб Владислав Савелійович (1932—1992) — доктор технічних наук, професор.
- Линник Олексій Васильович — радянський військовий діяч, генерал-лейтенант, начальник КВІРТУ ППО з 1974 по 1979 рік.
- Майфет Григорій Йосипович (1903—1975) — письменник, мистецтвознавець, критик, досліджував проблеми перекладознавства.
- Маркус Самуїл Йосипович (1910—1985) — український радянський військовий диригент.
- Мокій Анатолій Іванович (нар. 2 листопада 1952) — український учений-економіст, доктор економічних наук, професор. Академік АН ВШ України з 2005.
- Мошик Микола Григорович (1941) — музикант, бандурист, композитор, заслужений діяч мистецтв України.
- Мусієнко Пантелеймон Ничипорович (1905—1980) — мистецтвознавець, майстер художньої кераміки, педагог.
- Навроцький Григорій Миколайович (1833—1907) — державний і громадський діяч, депутат 111 Державної думи, дійсний статський радник, меценат, благодійник (народився в с. Процівка (тепер Ромни)).
- Лариса Нечепорук (нар. 1970) — українська семиборка, представляла Україну та Естонію.
- Площик Роман Вікторович — солдат Збройних сил України, учасник російсько-української війни.
- Полетика Григорій Андрійович (1725—1784) — український громадський діяч, історик, перекладач-поліглот, лексикограф, бібліофіл, автор дослідження «Історії Русів».
- Полтарєва Вікторія Петрівна (1919—1991) — українська арфістка.
- Прудіус Владислав Миколайович (1973) — колишній український футболіст.
- Руднєв Андрій Володимирович — старший лейтенант Збройних сил України, учасник російсько-української війни.
- Галина Русецька (1918—1973) — радянська акторка театру і кіно українського походження.
- Петро Редкін (1808—1891) — видатний юрист, професор права, педагог, державний діяч, член Державної Ради, ректор Петербурзького університету.
- Олександр Сененко (1921—1993) — професор, доктор медичних наук.
- Наталя Сєдова — російська революціонерка, цивільна дружина Льва Троцького
- Василь Сосновський — державний діяч Російської імперії
- Ігор Степанченко — перший заступник Конотопського міського голови
- Йоахим Стучевський — український та ізраїльський композитор
- Володимир Суходольський — український драматург.
- Григорій Сокольников (1888—1939) — радянський державний і політичний діяч, нарком фінансів СРСР, автор грошової реформи 20-х рр.
- Григорій Стеценко (1710—1781) — живописець, іконописець, придворний художник гетьмана К. Розумовського, автор відомої картини «Роменська мадонна».
- Олександр Таїров (1885—1950) — режисер, засновник і керівник Московського камерного театру, народний артист.
- Ісаак Шварц (1923—2009) — видатний композитор, написав музику до 110 кінофільмів.
- Людмила Ромен (Шевченко) (1959) — українська поетеса, член Спілки письменників України.
- Ганна Шерей (1907—1993) — відома співачка української діаспори в Німеччині, США, Канаді. Починала свою театральну кар'єру в музично-драматичному театрі в Ромнах.
- Шостак Анна Володимирівна — українська дзюдоїстка з вадами слуху, майстер спорту міжнародного класу з боротьби дзюдо (2009), триразова золота чемпіонка Літніх Дефлімпійських ігор (2013, Болгарія; 2017, Туреччина; 2022, Бразилія).
- Олена Шупик (1934) — український кінознавець.

#### Відомі мешканці
- Сергій Авраменко — Старшина, військовослужбовець 9-ї артилерійської батареї 27-го Сумського РеАП. Загинув у зоні АТО під час обстрілу.
- Євген Адамцевич (1904—1972) — український кобзар, автор знаменитого «Запорізького маршу», досить тривалий час проживав у місті Ромни.
- Бажанов Микола Данилович (1899—1984) — письменник, автор художньо-документальних повістей «Танеєв», «Рахманінов», мешкав і похований у Ромнах.
- Бугайко Тетяна Федорівна (1898—1972) — український літературознавець, педагог, заслужений учитель УРСР, доктор педагогічних наук, професор.
- Вахрамеєв Федір Євграфович — роменський купець і підприємець XIX ст., власник тютюнової фабрики у Ромнах, благодійник, опікун низки навчальних закладів у місті.
- Вашкевич Григорій Станіславович (1837—1923) — український філолог, (навчався в роменській гімназії).
- Воликівський Андрій Титович — український хормейстер.
- Деревська Олександра Аврамівна (1902—1959) — мати-героїня, виховала 48 прийомних дітей.
- Ольга Добромислова (нар. 1925) — фізіолог, доктор медичних наук, професор.
- Затиркевич-Карпинська Ганна Петрівна (1855—1921) — актриса українського театру, працювала в Ромнах.
- Кавалерідзе Іван Петрович (1887—1978) — скульптор, кінорежисер, працював у Ромнах (уродженець хутора Ладанський (Новопетрівка) Роменського району).
- Ключина Павло Юхимович (1914—1972) — поет, байкар, краєзнавець, педагог.
- Коршак Василь Володимирович (1908—1988) — академік, доктор хімічних наук, двічі лауреат Державної премії СРСР. Навчався і працював у юнацькі роки у місті Ромни[28].
- Кухарчук Юрій Васильович (1951) — кандидат історичних наук, археолог, відкрив палеолітичну стоянку Муховець, навчався й проживав у Ромнах.
- Лисенко Федір Остапович (1887—1938) — геолог. доктор геологічних наук, професор, працював у Ромнах, відкрив поклади нафти на Роменщині.
- Литвиненко Володимир Миколайович (1930—2008) — Заслужений художник України. Художні роботи зберігаються у музеях України. Працював у Франції та співпрацював з аукціоном «Acole». З 1933 по 1948 проживав у Ромнах.
- Надточій Дмитро (2000-*) громадський діяч, колишній футболіст ФК Градус, народний артист України
- Отришко Ярема Олександрович (1840—1919) — малювальник образів, портретист і пейзажист, розписав ряд роменських Церков.
- Полтава Леонід (Леонід Едвардович Єнсен-Пархомович) (1921—1990) — український поет в еміграції, кореспондент видань Ромен.
- Прокопенко Георгій Миколайович(1914—1944) — військовий льотчик, Герой Радянського Союзу. Навчався у Ромнах (уродженець села Рожни). Похований на Площі Героїв.
- Тимошенко Степан Прокопович (1878—1972) — всесвітнє відомий вчений-механік, основоположник нових напрямків теорії пружності та опору матеріалів, засновник наукової школи механіки у США, академік, закінчив Роменське реальне училище.
- Уколова Вікторія Іванівна (1944) — професор, доктор історичних наук, дитинство і юність провела в Ромнах.
- Шкурат Степан Йосипович (1886—1973) — актор театру і кіно, соліст Роменського хору та театру.
- Яременко Василь Сергійович (1895—1976) — актор, народний артист, лауреат Державної премії СРСР, починав акторську кар'єру в Роменському театрі.

## Екологія
За попередніми даними Головного управління статистики в Сумській області від стаціонарних джерел забруднення підприємств, організацій, установ м. Ромни у 2014 р. в атмосферу надійшло 163,0 т. шкідливих речовин. Крім цих речовин, у атмосферу стаціонарними джерелами було викинуто 24495,8 т. діоксиду вуглецю, що становить 91,1 % обсягу 2013 р. 

## Ромни в художній літературі
- Ромни згадуються в поемі Т. Г. Шевченка «Княжна».

## Цікаві факти
- Ще на початку XX століття Ромни славилися великою і міцною єврейською громадою. Роменські євреї дали світові декілька визначних науковців і громадських діячів, зокрема сіоністського руху. Також відомо, що перший у світі кібуц — Даганія біля озера Кінерет заснували в 1910 році також вихідці з міста Ромен[29].
- На честь Ромен названо породу гусей — Роменська порода гусей.
- Район міста Ромни у XVIII столітті був центром вирощування тютюну в Лівобережній Україні. А за часів гетьмана Розумовського у 1763 році створили Роменську тютюнову контору.[30]

## Міста-побратими
Інверуно, Італія

## Галерея

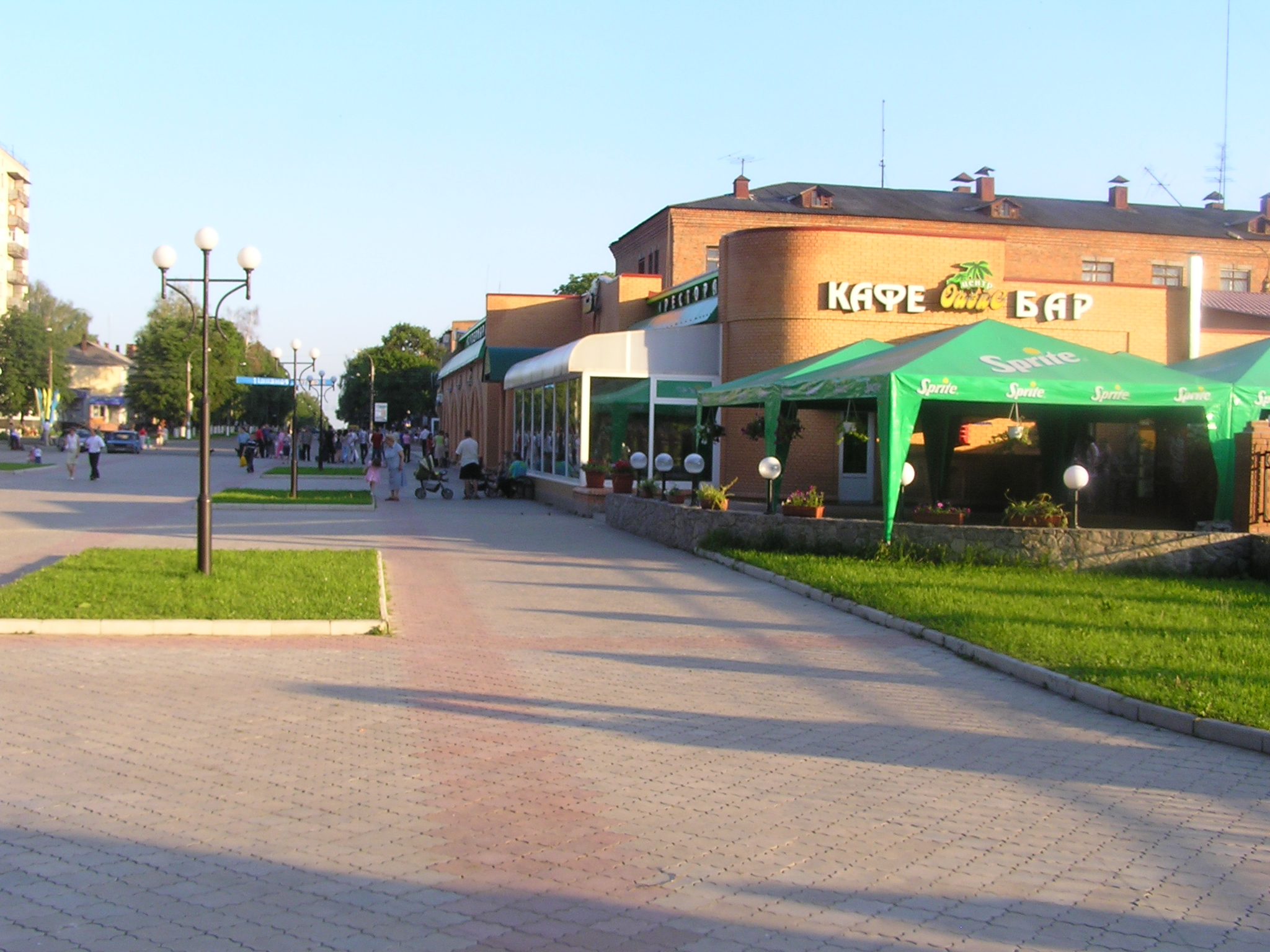
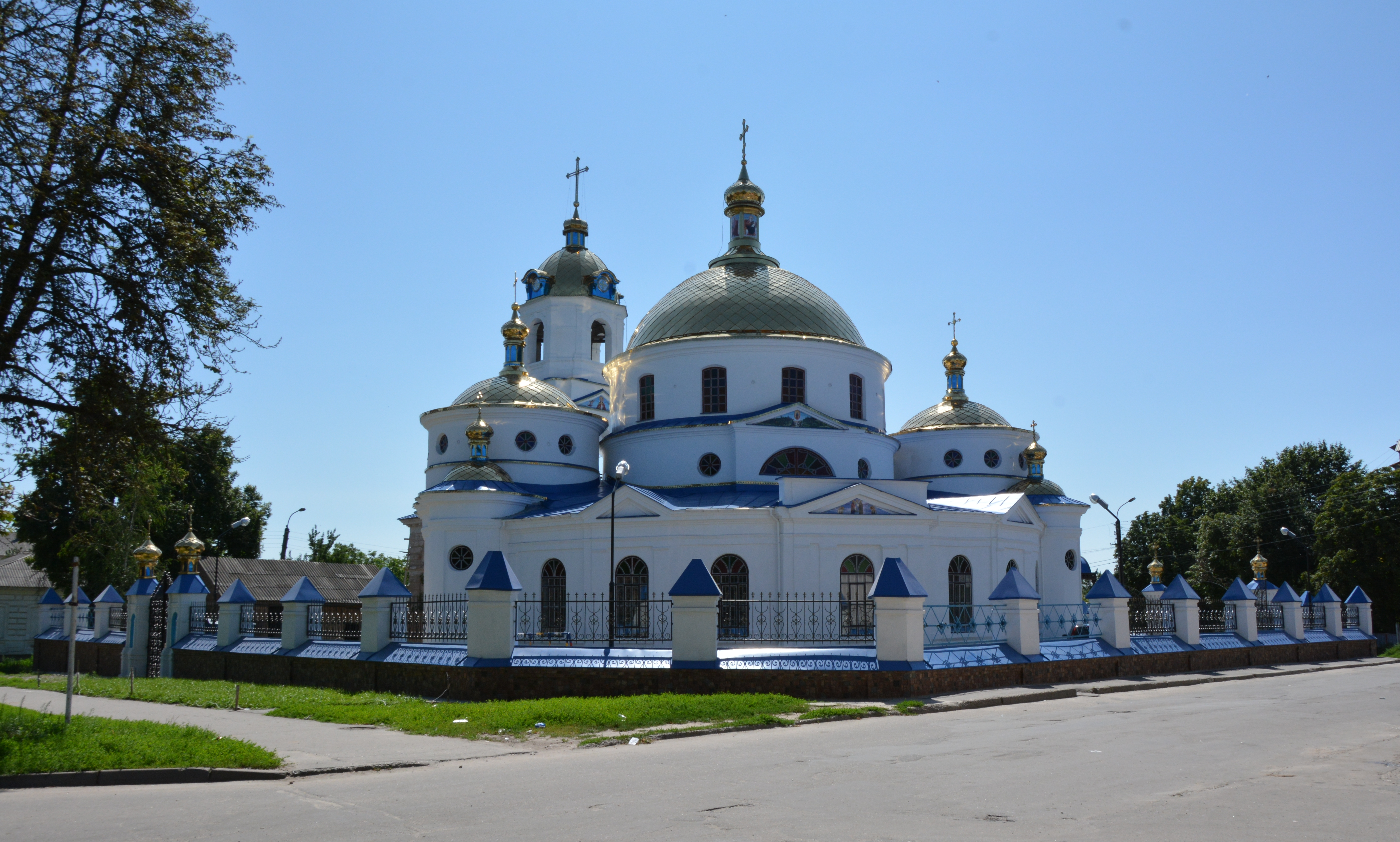
Вознесенська церква
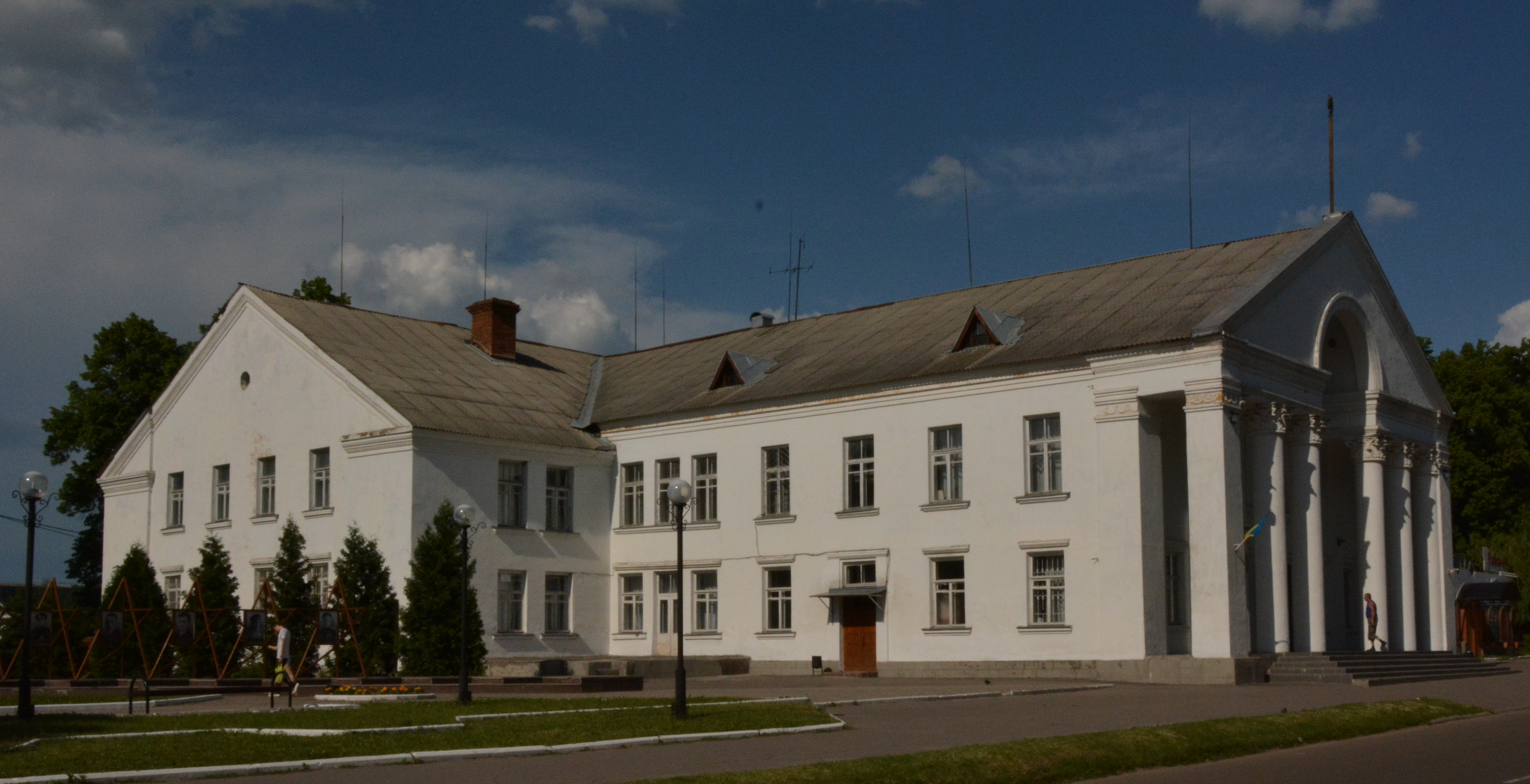
Будинок конференцій
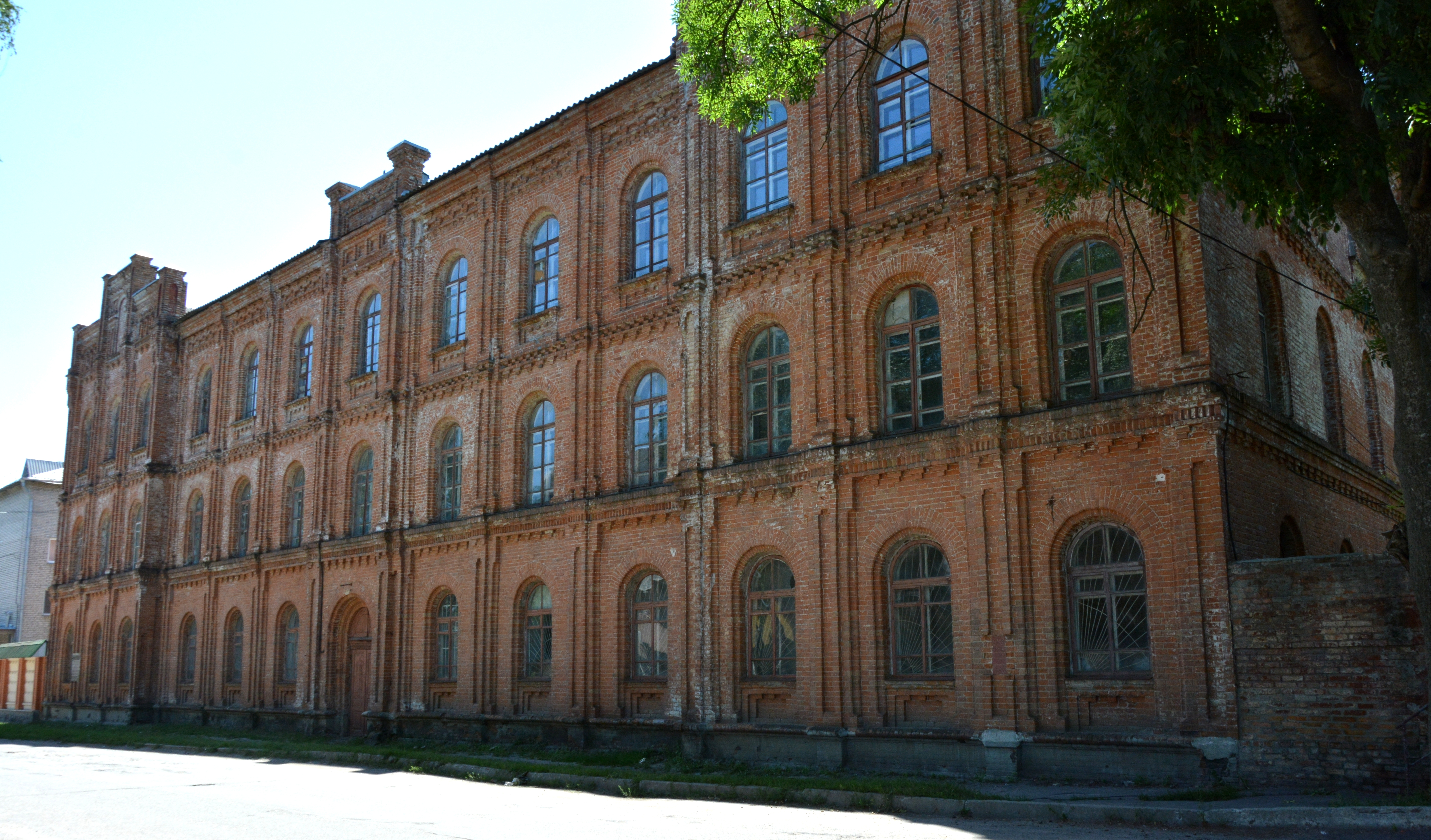
Колишня семінарія
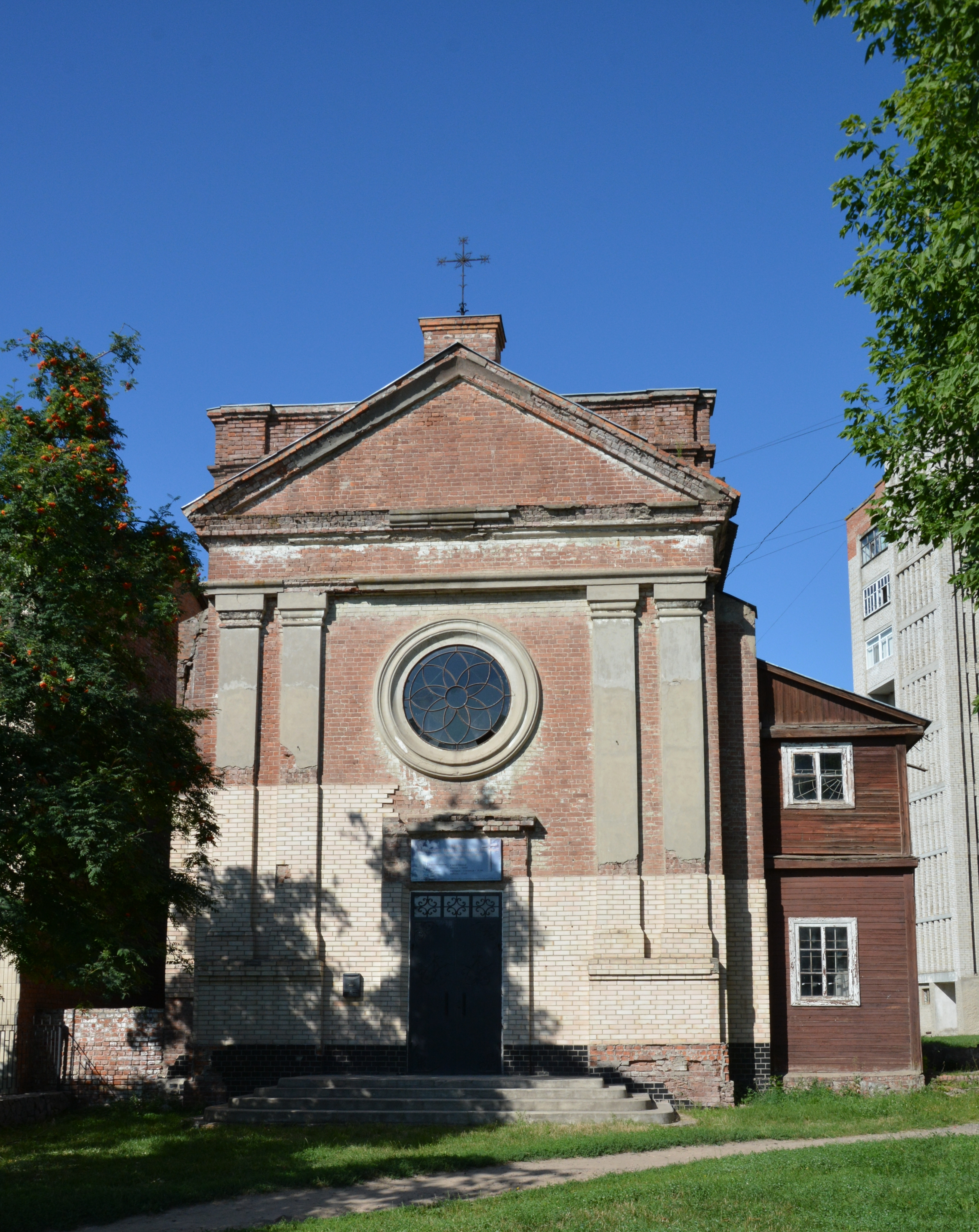
Костел Непорочного Зачаття Пресвятої Діви Марії
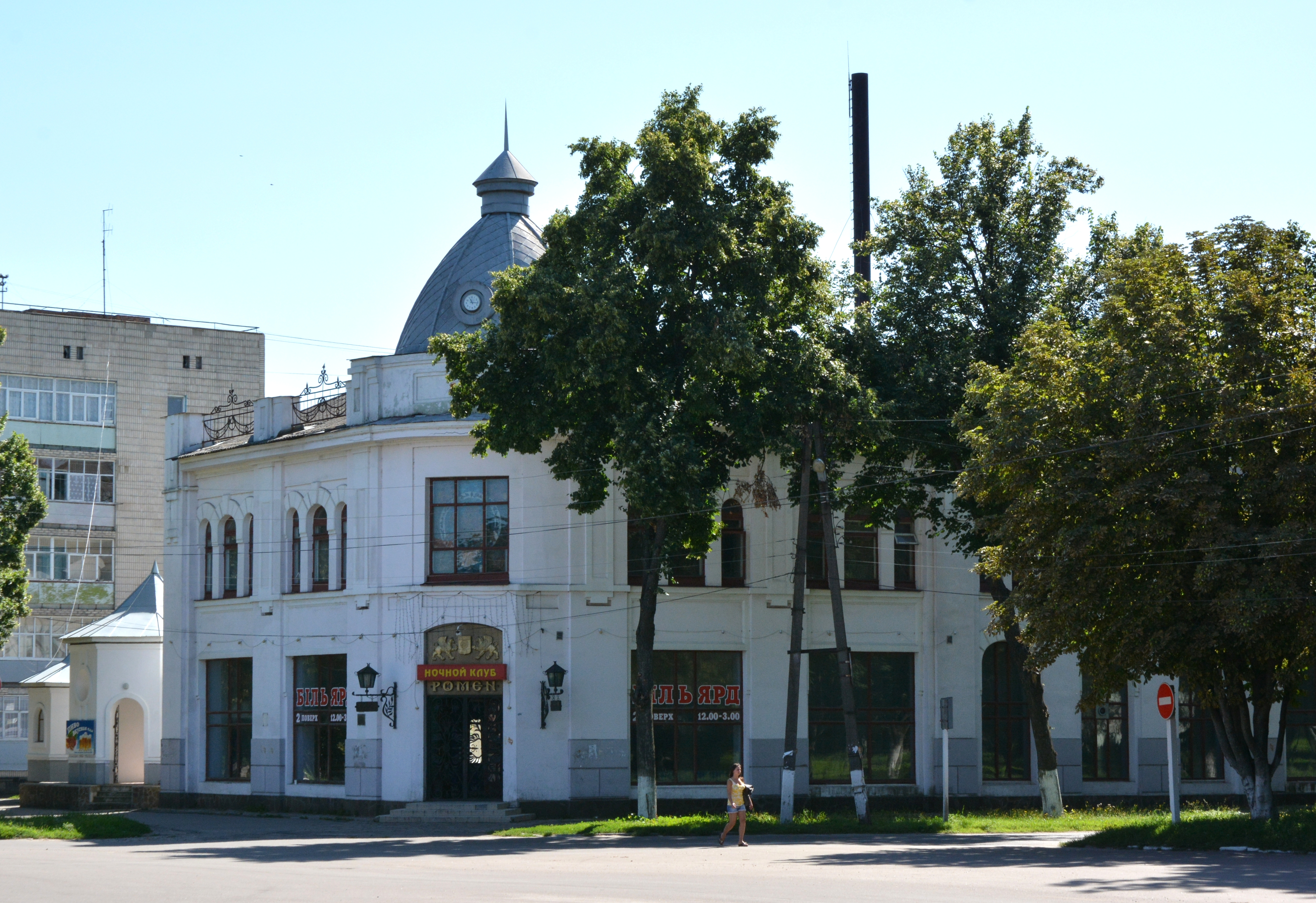
Колишній купецький торговельний будинок
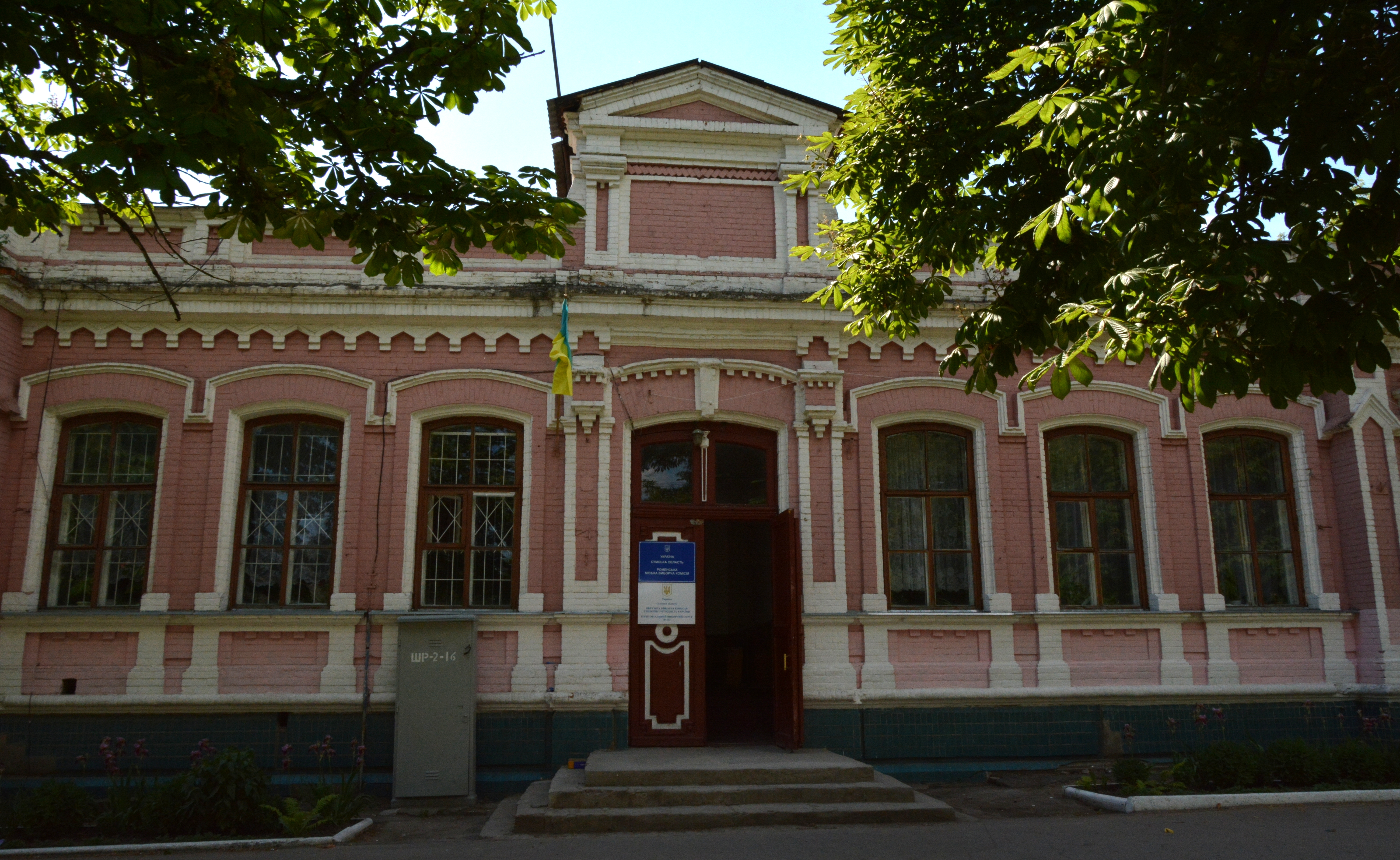
Міське училище
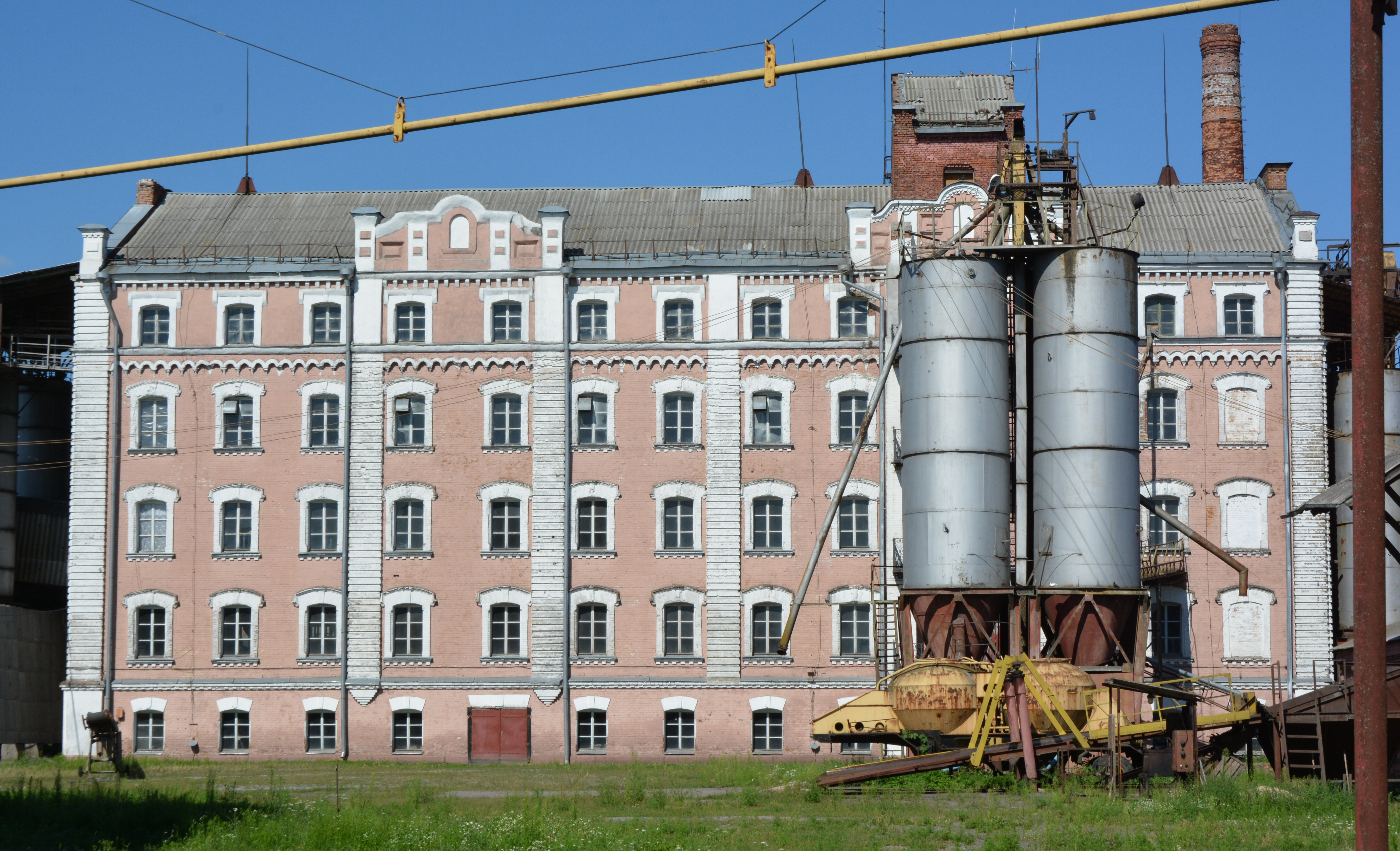
Колишній паровий млин Рубінчика
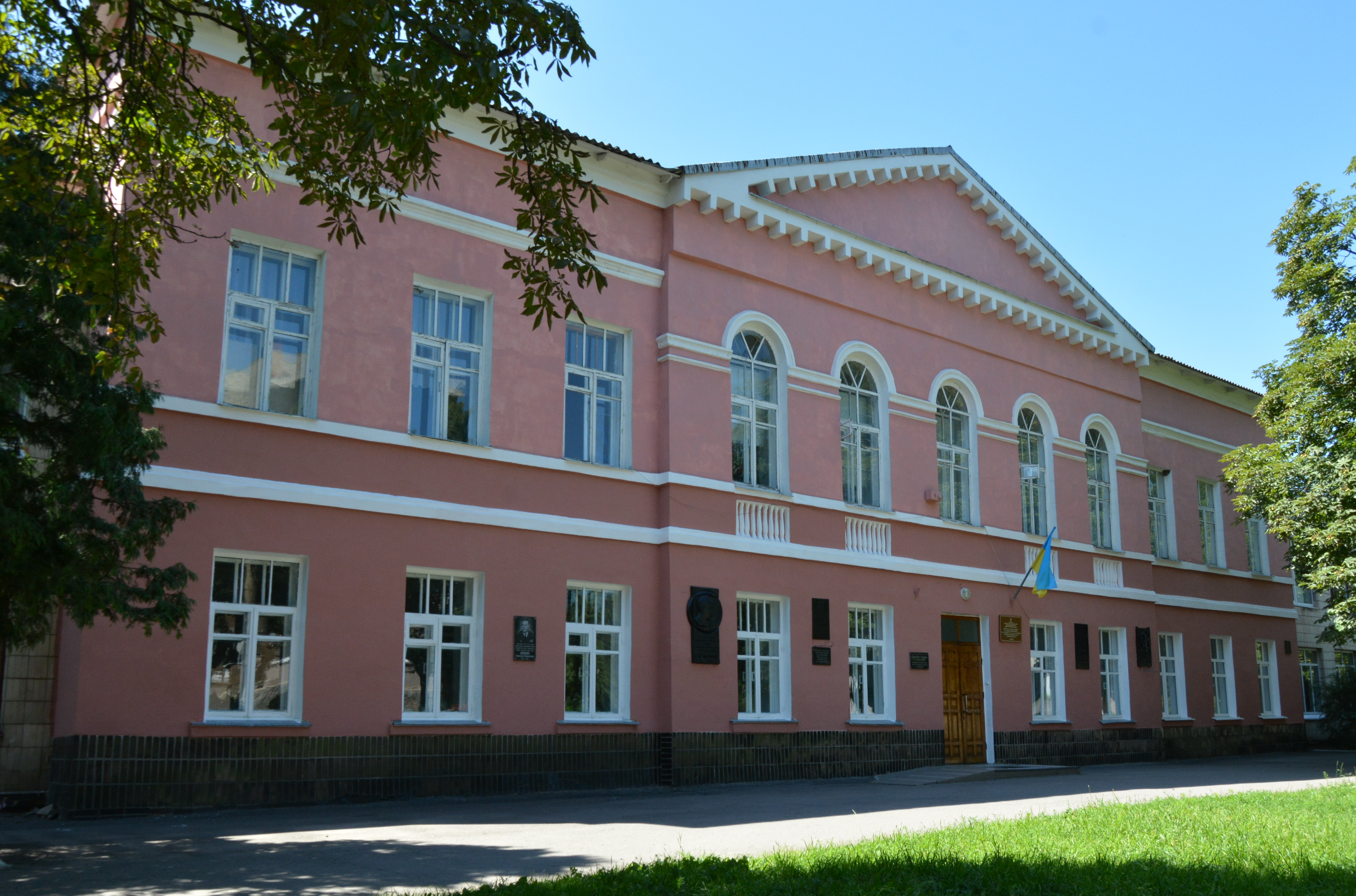
High school building
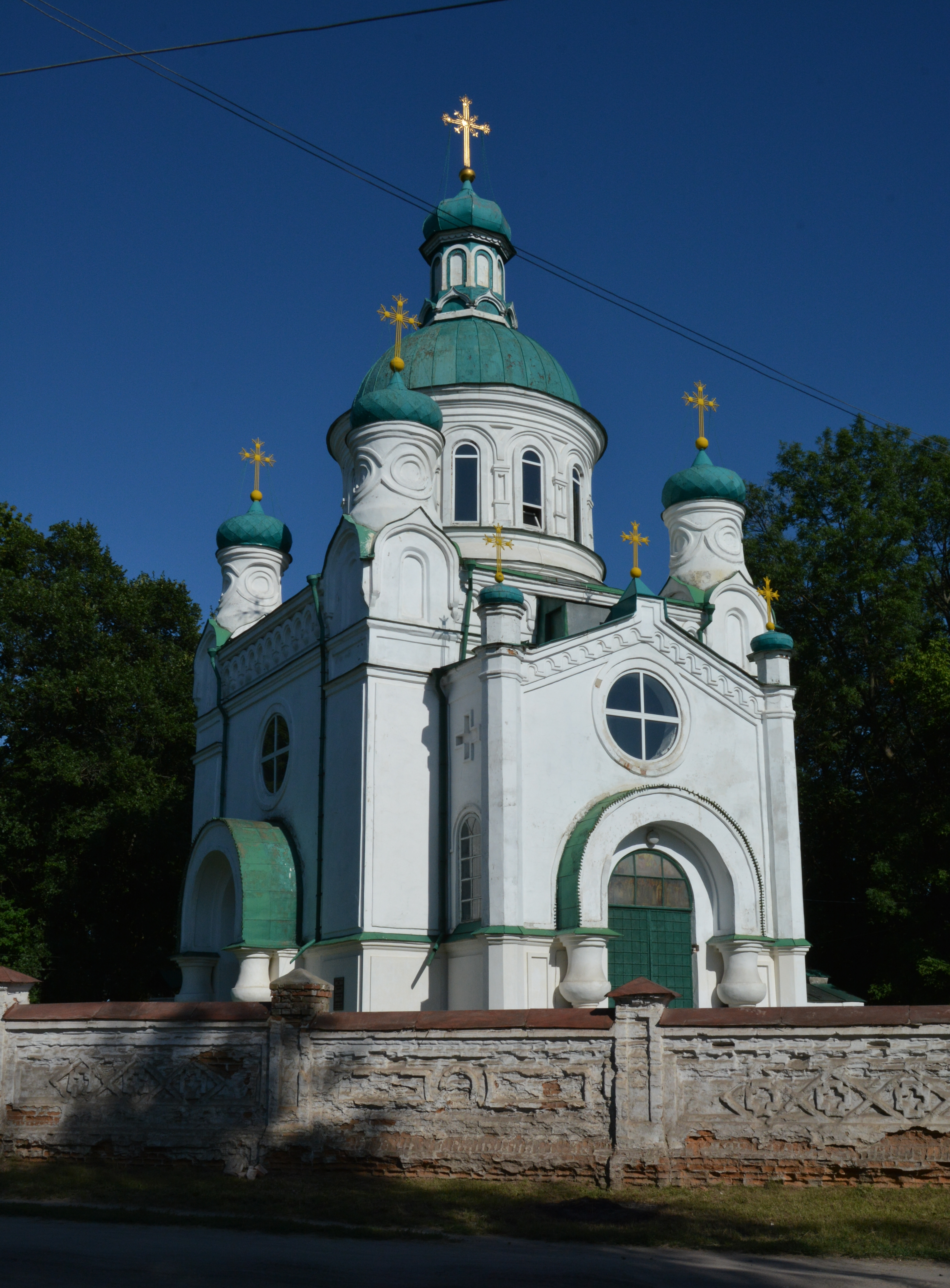
Всіхсвятська церква
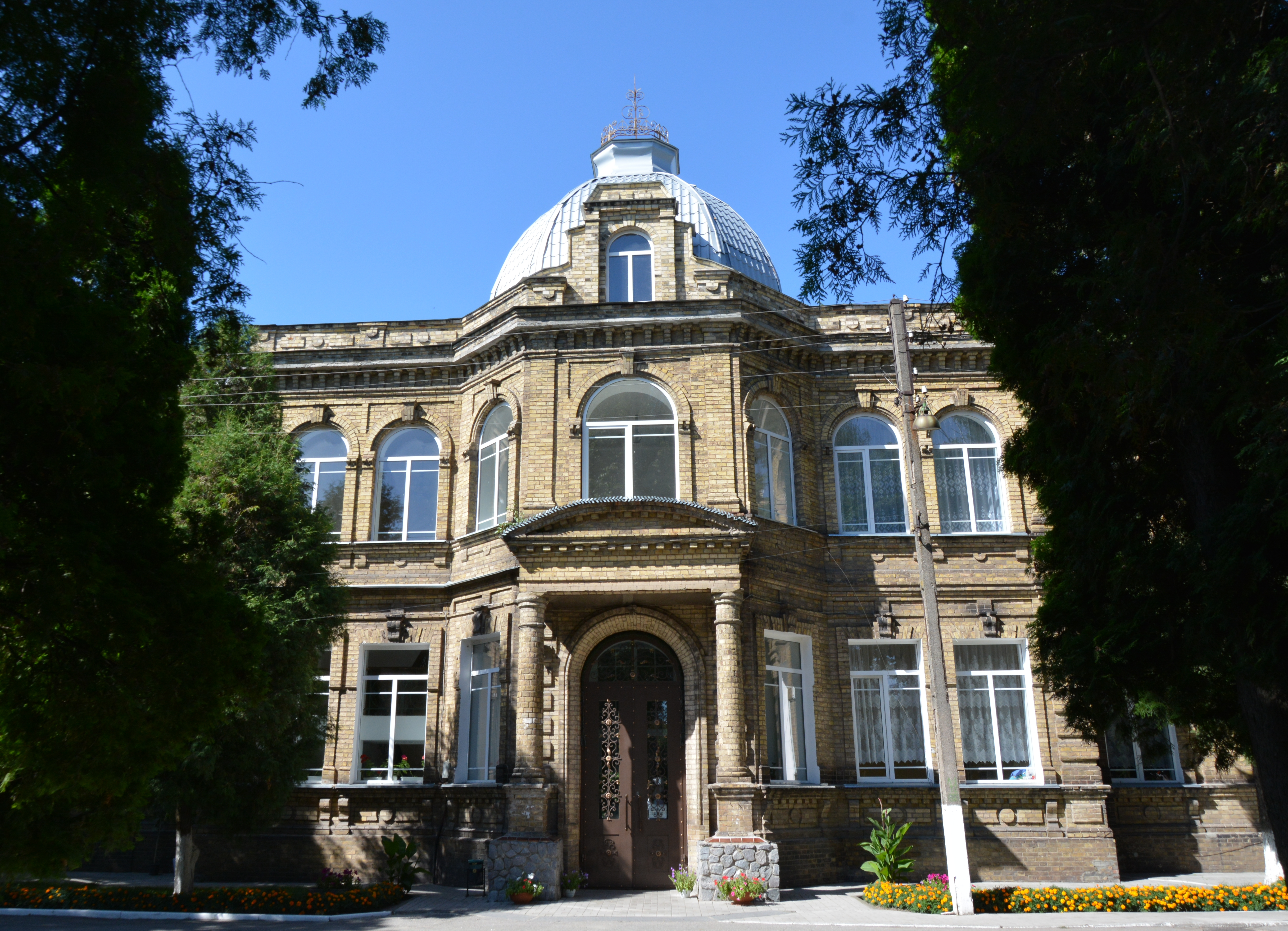
Один з корпусів Роменської районної лікарі (пам'ятка архітектури Земська лікарня)